# Liste der Biografien/Mir
Liste der Biografien |
Portal Biografien |
Personensuche
# |
A |
B |
C |
D |
E |
F |
G |
H |
I |
J |
K |
L |
M |
N |
O |
P |
Q |
R |
S |
T |
U |
V |
W |
X |
Y |
Z |
?
 
Ma |
Mb |
Mc |
Md |
Me |
Mf |
Mg |
Mh |
Mi |
Mj |
Mk |
Ml |
Mm |
Mn |
Mo |
Mp |
Mq |
Mr |
Ms |
Mt |
Mu |
Mv |
Mw |
Mx |
My |
Mz
 
Mia |
Mib |
Mic |
Mid |
Mie |
Mif |
Mig |
Mih–Mik |
Mil |
Mim |
Min |
Mio |
Mip |
Miq |
Mir |
Mis |
Mit |
Miu |
Miv |
Miw |
Mix |
Miy |
Miz
Die Liste der Biografien führt alle Personen auf, die in der deutschsprachigen Wikipedia einen Artikel haben. Dieses ist eine Teilliste mit 540 Einträgen von Personen, deren Namen mit den Buchstaben „Mir“ beginnt.

## Mir
- Mir Ali Heravi († 1544), persischer Kalligraf und Kalligrafielehrer
- Mir ʿAli Schir Nawāʾi (1441–1501), persischer Politiker, Bauherr, Dichter und Mystiker
- Mir Emad Ghazvini (1554–1615), iranischer Kalligraf und Kalligrafielehrer
- Mir Mahmud Hotaki (1697–1725), Herrscher aus der Hotaki-Dynastie in Persien
- Mir Sayyid Ali, persisch-indischer Miniaturmaler
- Mir Tahsin Saied Beg (1933–2019), weltliches Oberhaupt der Jesiden
- Mir, Frank (* 1979), US-amerikanischer Kampfsportler
- Mir, Hamid (* 1966), pakistanischer Journalist, Nachrichtensprecher, Autor
- Mir, Isabelle (* 1949), französische Skirennläuferin
- Mir, Joan (* 1997), spanischer Motorradrennfahrer
- Mir, Joaquín (1873–1940), spanischer Maler
- Mir, Manija, deutsch-afghanische Fußballspielerin
- Mir, Mohamed (* 1963), algerischer Radrennfahrer
- Mir, Rafa (* 1997), spanischer Fußballspieler
- Mir, Rebecca (* 1991), deutsches Mannequin und FotomodellRebecca Mir (* 1991)

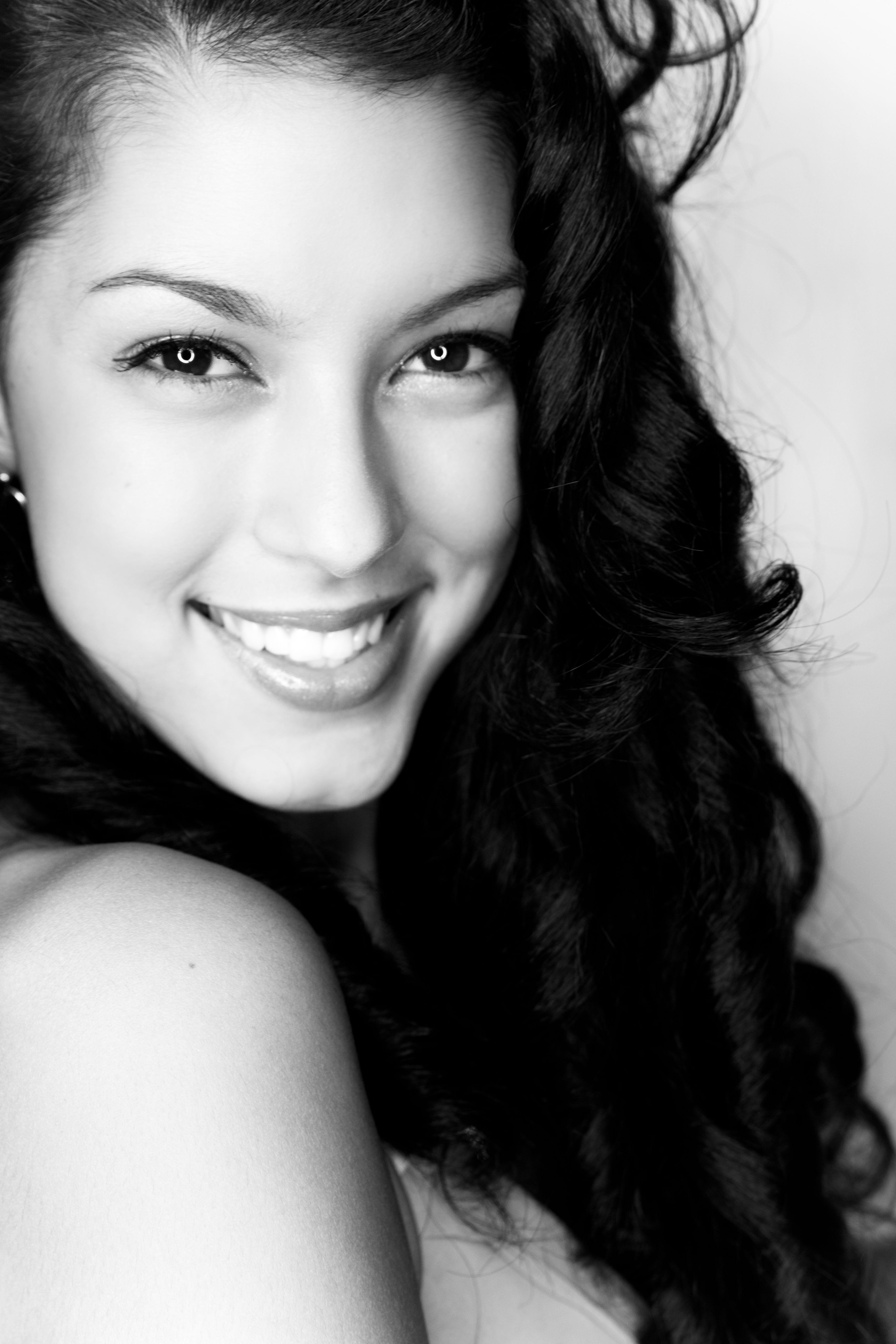
Rebecca Mir (* 1991)

- Mir, Sana (* 1986), pakistanische Cricketspielerin
- Mir, Usama (* 1995), pakistanischer Cricketspieler
- Mir-Ali, Parviz (* 1967), deutsch-iranischer Komponist und Sounddesigner
- Mir-Hosseini, Ziba (* 1952), iranische Anthropologin

### Mira
- Mira (* 1977), deutsche Deep-House-DJ
- Mira (* 1995), rumänische Sängerin
- Mira, Aiki, deutsche, nichtbinäre PersonAiki Mira

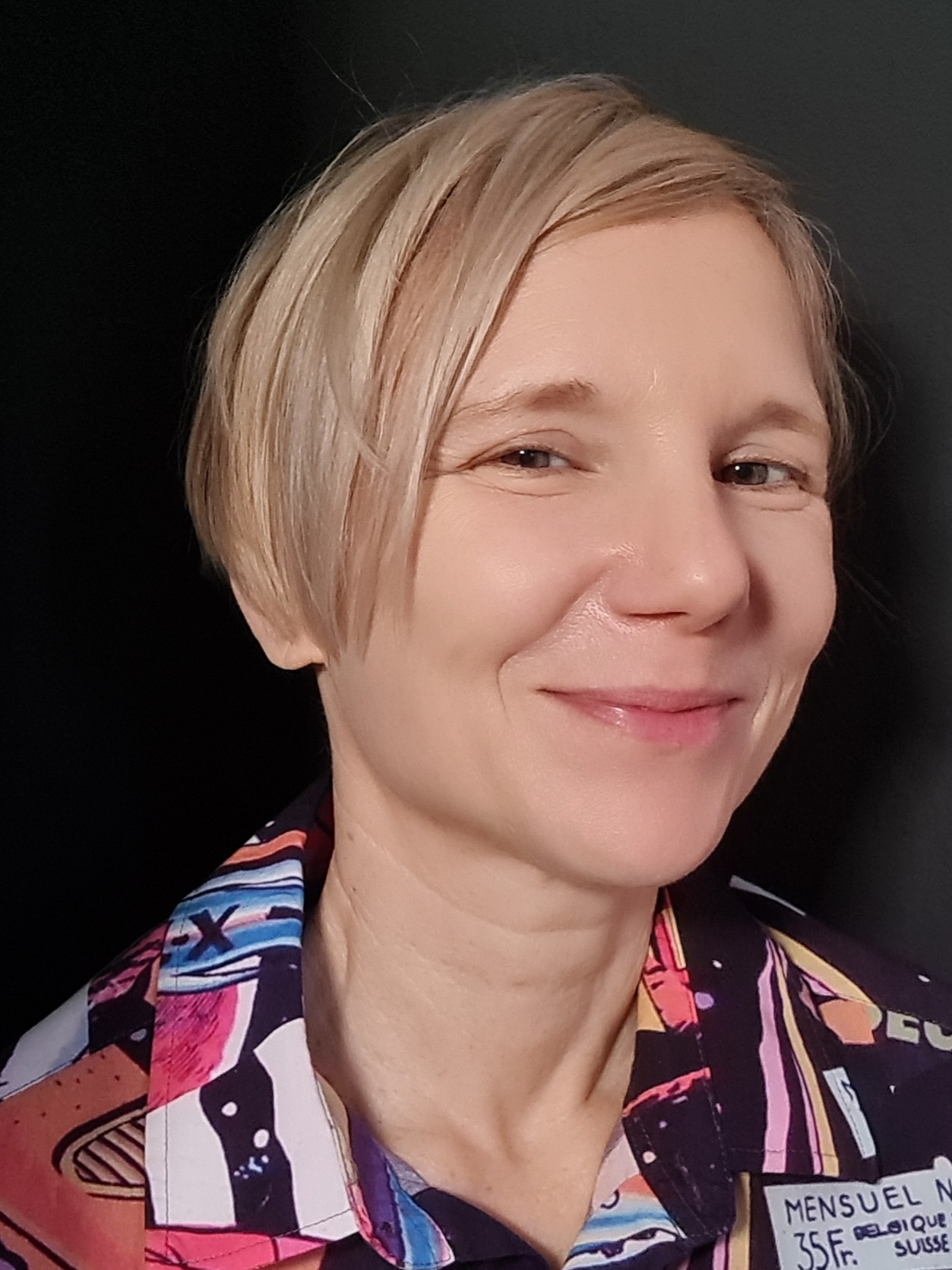
Aiki Mira

- Mira, Brigitte (1910–2005), deutsche Schauspielerin, Kabarettistin und Chanson-Sängerin
- Mira, Helene (* 1954), österreichische Schauspielerin und Schachmeisterin
- Mira, Joan Francesc (* 1939), spanischer Schriftsteller, Anthropologe, Soziologe und Hochschullehrer der klassischen Philologie
- Mira-Rubin, Nelly (* 1991), israelische Schauspielerin und Model
- Mirabai († 1546), indische Mystikerin und Dichterin
- Mirabaje, Matías (* 1989), uruguayischer Fußballspieler
- Mirabal, Manuel (1933–2024), kubanischer Trompeter
- Mirabal, María Teresia (1935–1960), dominikanische Regimegegnerin
- Mirabal, Minerva (1926–1960), dominikanische Regimegegnerin
- Mirabal, Patria (1924–1960), dominikanische Regimegegnerin
- Miraballes, Agustín (* 1991), uruguayischer Fußballspieler
- Mirabassi, Gabriele (* 1967), italienischer (Jazz)klarinettist
- Mirabassi, Giovanni (* 1970), italienischer Jazzpianist
- Mirabaud, Jean-Baptiste de (1675–1760), französischer Philosoph, Autor und Übersetzer
- Mirabeau, André Boniface Louis Riquetti de (1754–1792), französischer konservativer Gegner der Französischen Revolution
- Mirabeau, Honoré Gabriel de Riqueti, comte de (1749–1791), französischer Politiker, Physiokrat, Schriftsteller und PublizistHonoré Gabriel de Riqueti, comte de Mirabeau (1749–1791)

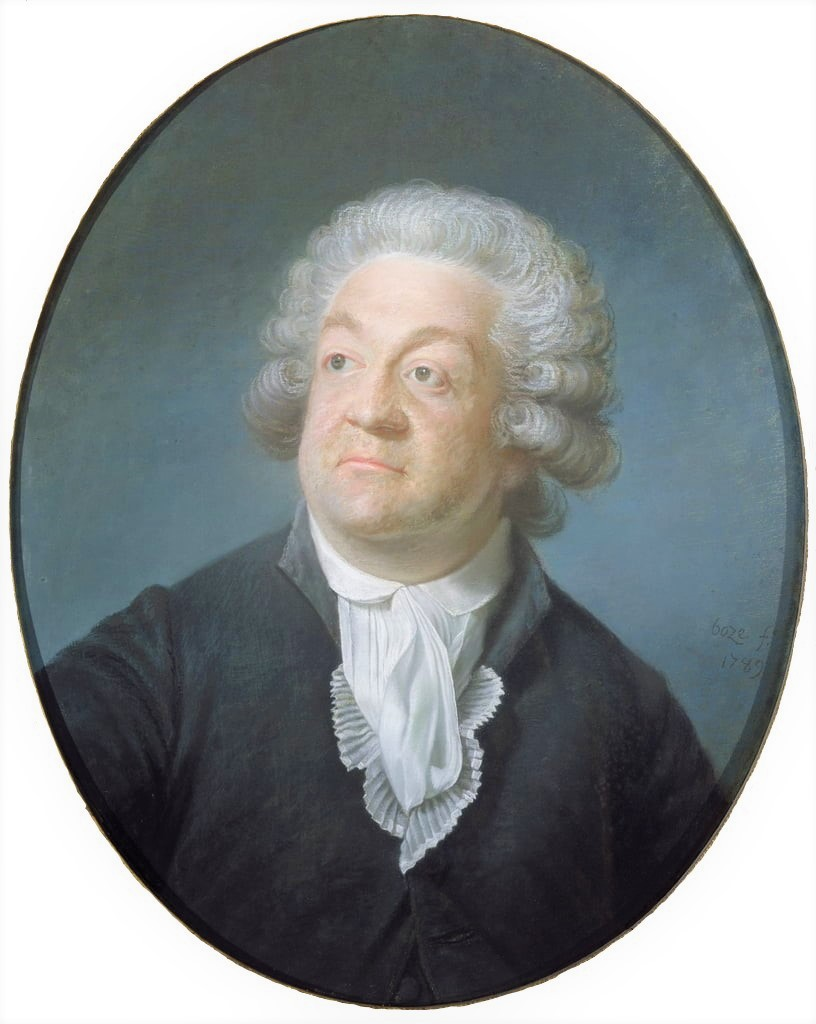
Honoré Gabriel de Riqueti, comte de Mirabeau (1749–1791)

- Mirabeau, Sibylle Gabrielle Riquetti de (1849–1932), französische Schriftstellerin
- Mirabel, Guillaume (1744–1794), französischer General der Kavallerie
- Mirabella Roberti, Mario (1909–2002), italienischer Klassischer und Christlicher Archäologe
- Mirabelli, Carmine (1889–1951), spiritistisches Medium
- Mirabidova, Edita (* 1984), usbekische Fußballschiedsrichterin
- Miraboutalebi, Seyed Mehdi (* 1952), iranischer Diplomat
- Miraç, Ayça (* 1986), deutsch-türkische Jazzmusikerin (Gesang, Komposition)
- Miraç, Yaşar (* 1953), türkischer Schriftsteller
- Miracca, José (* 1903), paraguayischer Fußballspieler
- Mirachian, Laura (* 1948), italienische Diplomatin
- Miracle, Berniece Baker (1919–2014), US-amerikanische Autorin und Schwester der Schauspielerin Marilyn Monroe
- Miracle, Irene (* 1954), US-amerikanische Schauspielerin und Filmproduzentin
- Miracle, Mona Rae (* 1939), US-amerikanische Schriftstellerin
- Miradoli, Romane (* 1994), französische Skirennläuferin
- Miraeus, Aubertus (1573–1640), Kirchenhistoriker und römisch-katholischer Geistlicher
- Miraeus, Johannes (1560–1611), Bischof von Antwerpen
- Mirage, Patrick (* 1975), deutscher Zauberkünstler
- Miraglia, Emilio P. (1924–1982), italienischer Filmregisseur, Drehbuchautor und Schnittassistent
- Miragoli, Egidio (* 1955), italienischer Geistlicher, römisch-katholischer Bischof von Mondovì
- Mirahori, Iljaz Bej, albanischer Militärkommandant des Osmanischen Reiches und Gouverneur
- Miraka, Fran (1916–1946), albanischer Katholik und Märtyrer
- Miralda, Antoni (* 1942), spanisch-französisch-amerikanischer Objektkünstler, Fotograf und Videokünstler
- Miralijew, Sultanmurat (* 1990), kasachischer Radsportler
- Mirəliyev, Mövlud (* 1974), aserbaidschanischer Judoka
- Mirallas, Kevin (* 1987), belgischer Fußballspieler
- Mirallegro, Nico (* 1991), britischer Schauspieler
- Miralles y Sbert, José (1860–1947), spanischer Geistlicher, katholischer Bischof
- Miralles, Albert (* 1982), spanischer Basketballspieler
- Miralles, Ana (* 1959), spanische Comiczeichnerin und Illustratorin
- Miralles, Aurélien (* 1978), französischer Herpetologe
- Miralles, Enric (1955–2000), spanischer Architekt
- Miralles, Evelyn (* 1966), US-amerikanische Raumfahrt-Ingenieurin
- Mirallès, Gilles (1966–2022), französischer Schachspieler
- Miralles, Juan de (1713–1780), spanischer Kaufmann und Gesandter beim Kontinentalkongress
- Miraloğlu, Meltem (* 1987), türkische Schauspielerin
- Miralta, Marc (* 1966), spanischer Jazzmusiker (Schlagzeug, Perkussion, Komposition)
- Miram, Karl Eduard (1811–1887), russischer Physiologe, Anatom und Zoologe deutscher Abstammung
- Mirambel, André (1900–1970), französischer Sprachwissenschaftler und Neogräzist
- Mirambell, Ander (* 1983), spanischer Skeletonpilot
- Mirambo, Warlord im Gebiet der Nyamwezi in Zentraltanganjika
- Miramion, Marie de (1629–1696), französische Adlige und Wohltäterin
- Miramon Fitz-James, Bérenger de (1875–1952), französischer Mäzen und Musikschriftsteller
- Miramón, Ignacio (* 2003), argentinischer Fußballspieler
- Miramón, Miguel (1832–1867), mexikanischer GeneralMiguel Miramón (1832–1867)

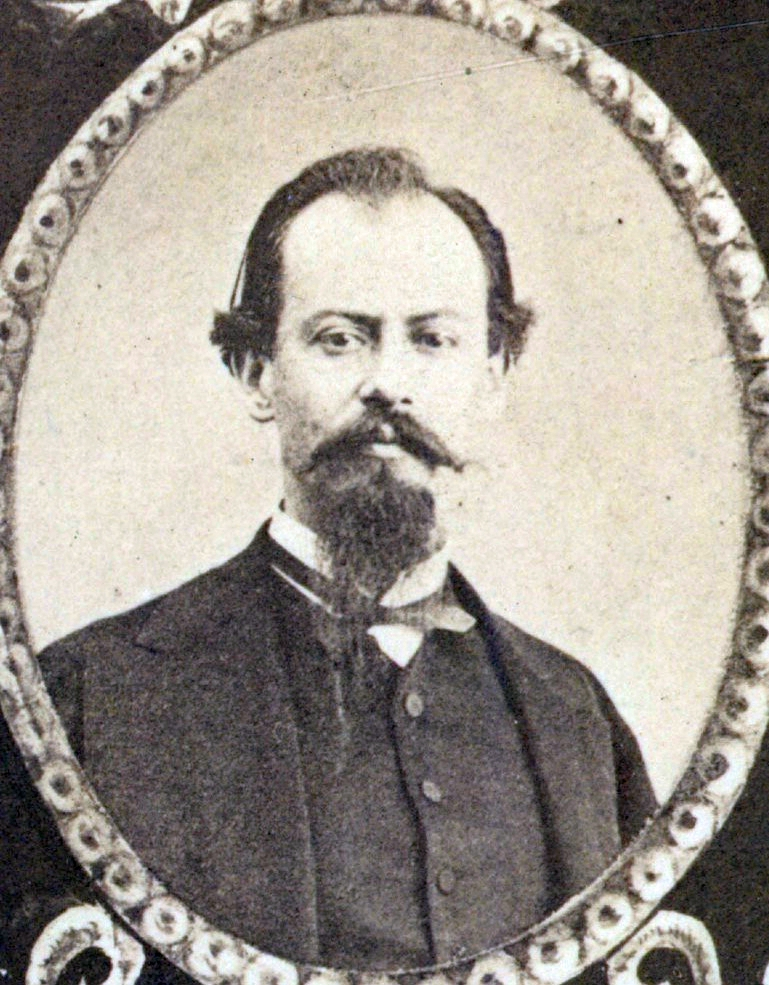
Miguel Miramón (1832–1867)

- Miramontes, Luis E. (1925–2004), mexikanischer Chemiker
- Miran Schah (1366–1408), Sohn Timurs und Gouverneur
- Miran, Stephen (* 1984), US-amerikanischer Ökonom und Berater
- Miranat, Aryono (* 1964), indonesischer Badmintonspieler
- Miranda Bastos Júnior, Murillo de (* 1920), brasilianischer Diplomat
- Miranda de Lage, Ana (* 1946), spanische Politikerin, MdEP
- Miranda Filho, Otávio Rodrigues De, brasilianischer Offizier, Generalleutnant
- Miranda Flamenco, Jaime (* 1955), salvadorianischer Politiker
- Miranda Guardiola, Alfonso Gerardo (* 1966), mexikanischer römisch-katholischer Geistlicher, Bischof von Piedras Negras
- Miranda Henriques, Adauctus Aurélio de (1855–1935), brasilianischer Geistlicher, römisch-katholischer Erzbischof von Paraíba
- Miranda Júnior, Ademar (1941–2001), brasilianischer Fußballspieler
- Miranda Melgarejo, Gabino (* 1960), peruanischer römisch-katholischer Geistlicher, Weihbischof in Ayacucho o Huamanga
- Miranda Neto, Álvaro Affonso de (* 1973), brasilianischer SpringreiterÁlvaro Affonso de Miranda Neto (* 1973)

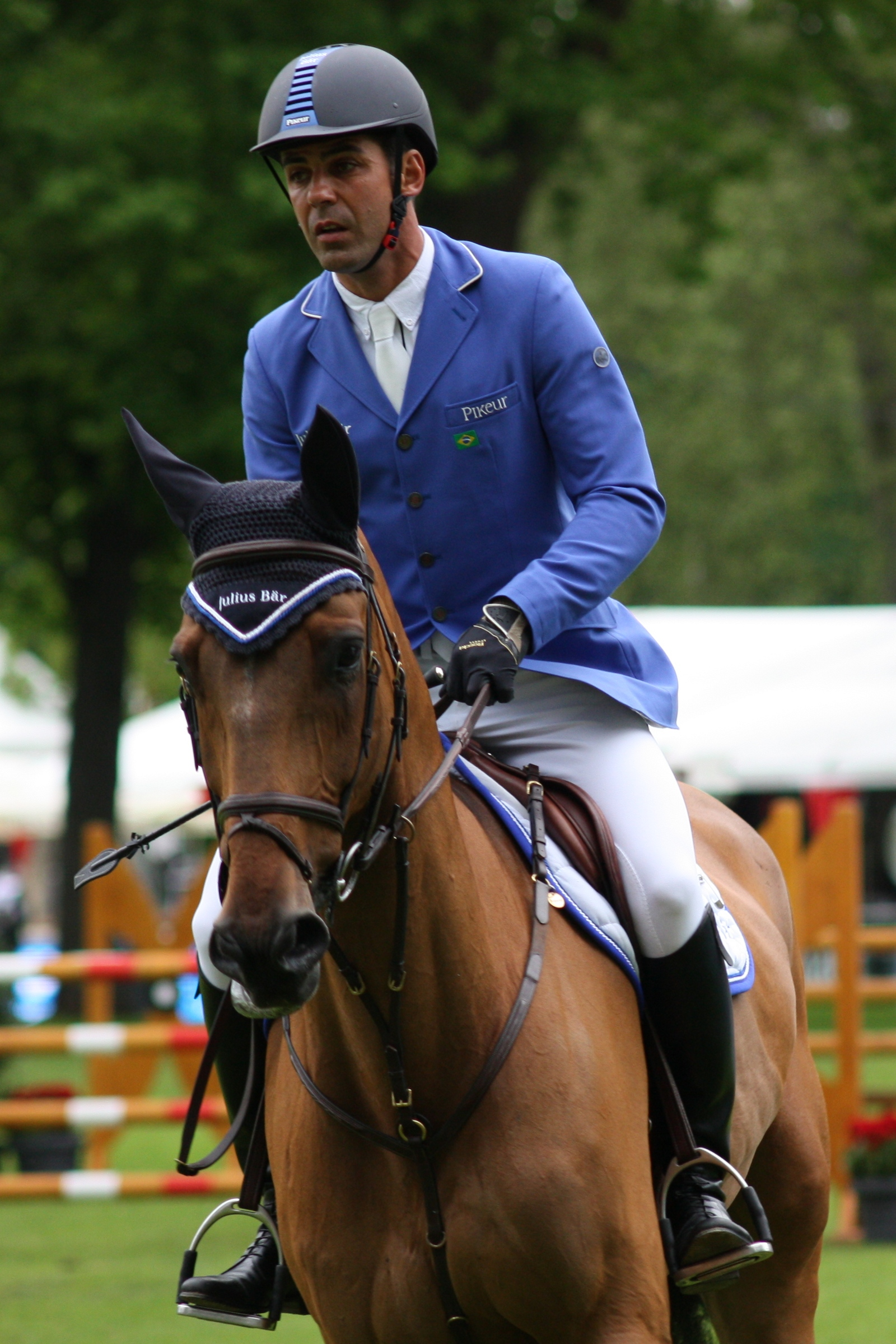
Álvaro Affonso de Miranda Neto (* 1973)

- Miranda Paz, Ana (* 1971), spanisch-galicische Politikerin der Partei Bloque Nacionalista Galego
- Miranda Rivera, Luis (* 1954), puerto-ricanischer römisch-katholischer Ordensgeistlicher, Bischof von Fajardo-Humacao
- Miranda Sousa, Eduardo (1909–1990), peruanischer Ingenieur und Politiker
- Miranda Teixeira, João (* 1935), portugiesischer Geistlicher, Weihbischof in Porto
- Miranda Weckmann, Constancio (* 1952), mexikanischer Geistlicher, Erzbischof von Chihuahua
- Miranda y Elío, Carlos (* 1943), spanischer Diplomat
- Miranda y Gómez, Miguel Darío (1895–1986), mexikanischer Geistlicher und Bischof der römisch-katholischen Kirche
- Miranda, Agustín (* 1930), paraguayischer Fußballspieler
- Miranda, Agustín (* 1992), uruguayischer Fußballspieler
- Miranda, Alfredo Luis (1897–1978), US-amerikanischer Autorennfahrer
- Miranda, Antônio Afonso de (1920–2021), brasilianischer Ordensgeistlicher, emeritierter römisch-katholischer Bischof von Taubaté
- Miranda, Armando de (1904–1975), portugiesischer Filmregisseur und Journalist
- Miranda, Arturo (* 1971), kanadischer Wasserspringer
- Miranda, Aurora (1915–2005), brasilianische Sängerin und Schauspielerin
- Miranda, Carlo (1912–1982), italienischer Mathematiker
- Miranda, Carmen (1909–1955), brasilianische Sängerin und Schauspielerin
- Miranda, Carol (* 1988), brasilianische Baile-Funk-Sängerin
- Miranda, Carolina (* 1990), mexikanische SchauspielerinCarolina Miranda (* 1990)

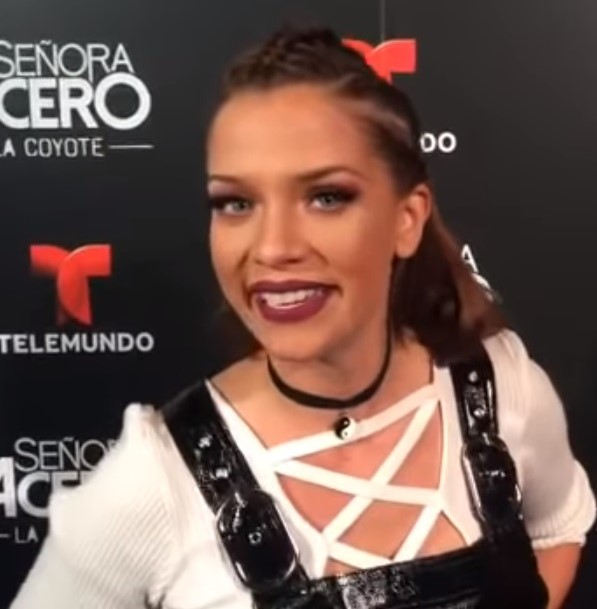
Carolina Miranda (* 1990)

- Miranda, César (1884–1962), uruguayischer Politiker und Schriftsteller
- Miranda, Claudio (* 1965), chilenischer Kameramann
- Miranda, Clifford (* 1982), indischer Fußballspieler
- Miranda, Constantino (1925–1999), spanischer Hindernis- und Langstreckenläufer
- Miranda, Cyril (* 1985), französischer Skilangläufer
- Miranda, Danny (* 1964), US-amerikanischer Bassist
- Miranda, Darío (1947–2012), mexikanischer Fußballtorhüter
- Miranda, David (* 1942), salvadorianischer Radrennfahrer
- Miranda, David (1985–2023), brasilianischer Politiker
- Miranda, Diamantino (* 1959), portugiesischer Fußballspieler und -trainer
- Miranda, Edison (* 1981), kolumbianischer Boxer
- Miranda, Erick (* 1982), mexikanischer Fußballschiedsrichter
- Miranda, Érika (* 1987), brasilianische Judoka
- Miranda, Estefania (* 1975), chilenische Choreografin und Kuratorin
- Miranda, Fátima, spanische Sängerin, Stimmkünstlerin und Phonetikforscherin
- Miranda, Flora (* 1990), österreichische Modedesignerin
- Miranda, Francisco (* 1952), portugiesischer Radrennfahrer
- Miranda, Francisco de (1750–1816), venezolanischer Freiheitskämpfer gegen die SpanierFrancisco de Miranda (1750–1816)

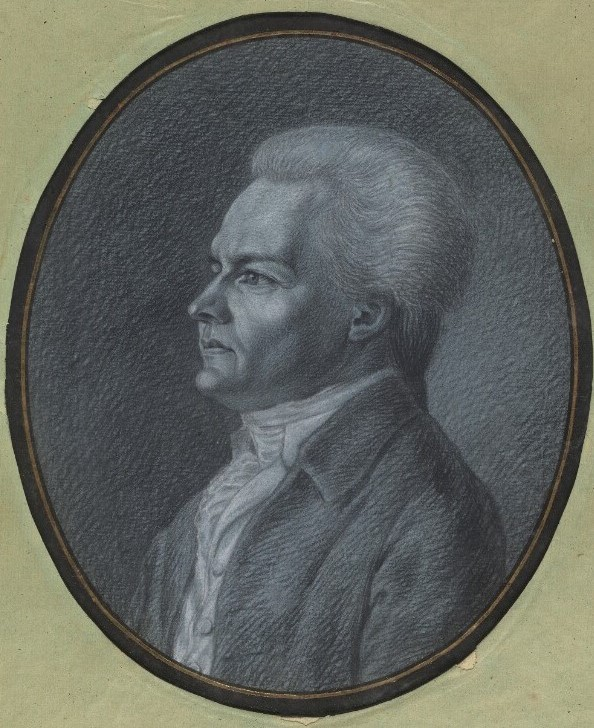
Francisco de Miranda (1750–1816)

- Miranda, Gerardo (* 1963), uruguayischer Fußballspieler
- Miranda, Gonzalo (* 1979), chilenischer Bahn- und Straßenradrennfahrer
- Miranda, Gonzalo (* 1989), argentinischer Squashspieler
- Miranda, Hélder (* 1979), portugiesischer Radrennfahrer
- Miranda, Hércules de (1912–1982), brasilianischer Fußballspieler
- Miranda, Hugo (1929–1994), chilenischer Radrennfahrer
- Miranda, Isa (1905–1982), italienische Schauspielerin
- Miranda, Ismael (* 1950), puerto-ricanischer Musiker
- Miranda, Iván (* 1980), peruanischer Tennisspieler
- Miranda, João, osttimoresischer Freiheitskämpfer und Offizier
- Miranda, João (* 1984), brasilianischer Fußballspieler
- Miranda, Joaquim (1950–2006), portugiesischer Politiker, MdEP
- Miranda, José Antonio (* 1998), spanisch-äquatorialguineischer Fußballspieler
- Miranda, José Porfirio (1924–2001), mexikanischer Theologe, Philosoph, Autor und Hochschullehrer
- Miranda, Joseph (* 1925), US-amerikanischer Mafioso
- Miranda, Juan, argentinischer Mittel- und Langstreckenläufer
- Miranda, Juan (* 2000), spanischer Fußballspieler
- Miranda, Juan Carlos (1917–1999), argentinischer Tangosänger
- Miranda, Juan Pablo (1906–1986), kubanischer Flötist und Komponist
- Miranda, Julio Cesar (* 1980), mexikanischer Boxer im Fliegengewicht
- Miranda, Julius Caesar de (1906–1956), surinamischer Politiker und Jurist
- Miranda, Kuca (* 1989), kap-verdischer Fußballspieler
- Miranda, Lin-Manuel (* 1980), US-amerikanischer Schauspieler, Komponist, Songwriter und RapperLin-Manuel Miranda (* 1980)

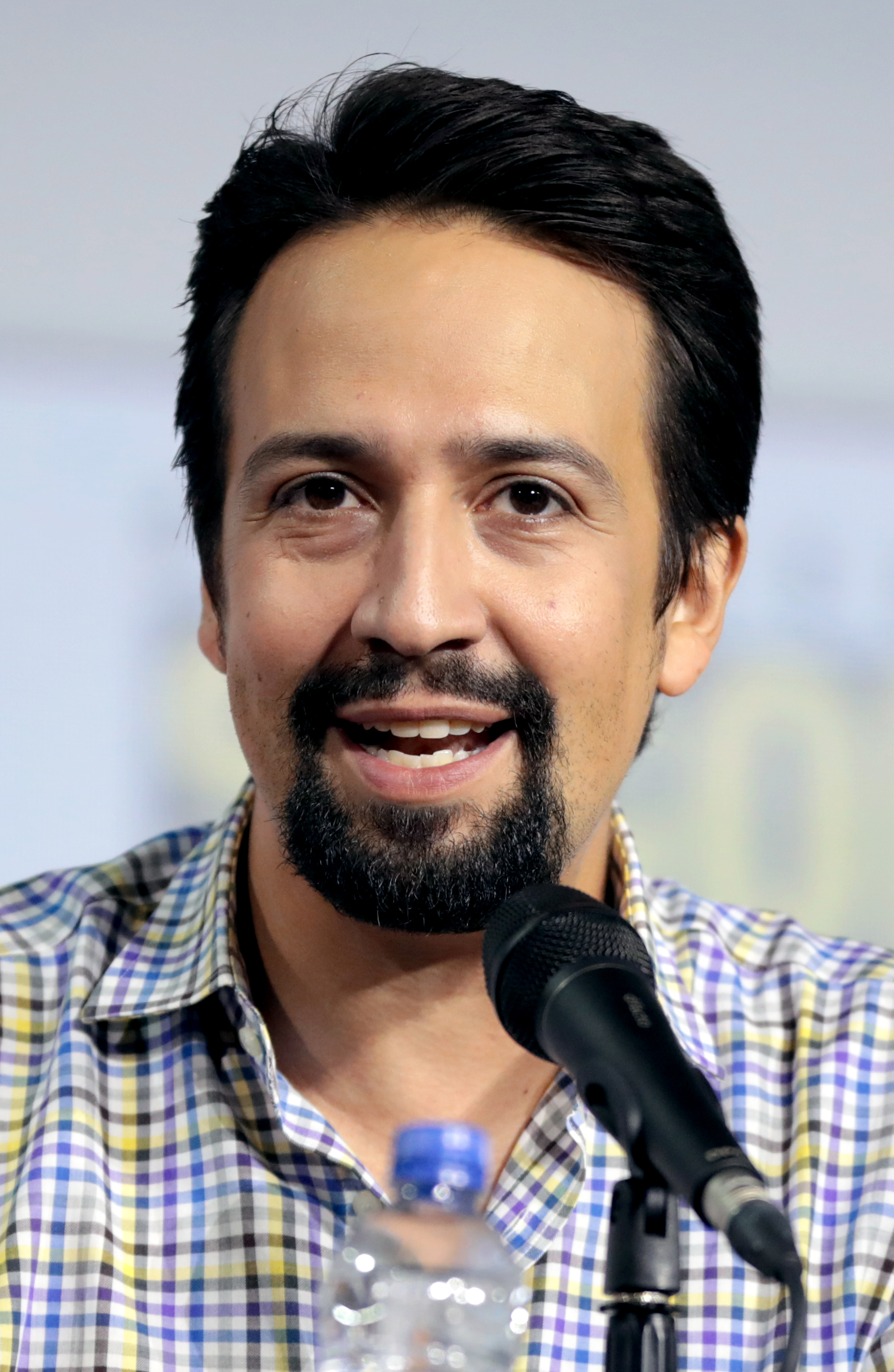
Lin-Manuel Miranda (* 1980)

- Miranda, Lorena (* 1991), spanische Wasserballspielerin
- Miranda, Luis (* 1950), chilenischer Fußballspieler
- Miranda, Luperce (1904–1977), brasilianischer Mandolinist und Komponist
- Miranda, Marcelo (* 1967), chilenischer Fußballspieler
- Miranda, Marco (* 1998), Schweizer Eishockeyspieler
- Miranda, Mario (1937–2017), italienischer Mathematiker
- Miranda, Marlui (* 1949), brasilianische Musikethnologin, Komponistin und Sängerin
- Miranda, Michele (1896–1973), US-amerikanischer Mobster
- Miranda, Monne de (1875–1942), niederländischer Kommunalpolitiker und Gewerkschafter
- Miranda, Nina (1925–2012), uruguayische Sängerin
- Miranda, Nina (* 1970), brasilianische Musikerin
- Miranda, Olga (* 1982), paraguayische Fußballschiedsrichterin
- Miranda, Patricia (* 1979), US-amerikanische Ringerin
- Miranda, Pia (* 1973), australische Schauspielerin
- Miranda, Robert Michael (* 1952), indischer römisch-katholischer Geistlicher, Bischof von Gulbarga
- Miranda, Roberto (* 1944), brasilianischer Fußballspieler
- Miranda, Roberto, US-amerikanischer Jazzmusiker (Kontrabass)
- Miranda, Ronaldo (* 1948), brasilianischer Komponist
- Miranda, Salvador (1939–2024), kubanisch-amerikanischer Bibliothekar und Kirchenhistoriker
- Miranda, Santiago (* 2001), schweizerisch-argentinischer Fussballspieler
- Miranda, Sebastián (* 1980), chilenischer Fußballspieler
- Miranda, Soledad (1943–1970), spanische Schauspielerin
- Miranda, Tony (1919–2001), amerikanischer Hornist
- Miranda, Valeria (* 1986), argentinische Handballspielerin
- Miranda, Vitor Hugo de (* 1996), brasilianischer Sprinter
- Miranda-Galarza, Beatriz (* 1971), ecuadorianische Juristin und Menschenrechtsexpertin
- Miranda-Ribeiro, Alípio de (1874–1939), brasilianischer Zoologe, Ichthyologe und Herpetologe
- Mirander, Xavier (* 1951), jamaikanischer Radrennfahrer
- Mirandinha (* 1952), brasilianischer Fußballspieler
- Mirani, Therese (1824–1901), österreichische Kunsthandwerkerin
- Mirante, Antonio (* 1983), italienischer Fußballtorhüter
- Mirantschuk, Alexei Andrejewitsch (* 1995), russischer Fußballspieler
- Mirantschuk, Anton Andrejewitsch (* 1995), russischer Fußballspieler auf der Position des MittelfeldspielersAnton Andrejewitsch Mirantschuk (* 1995)

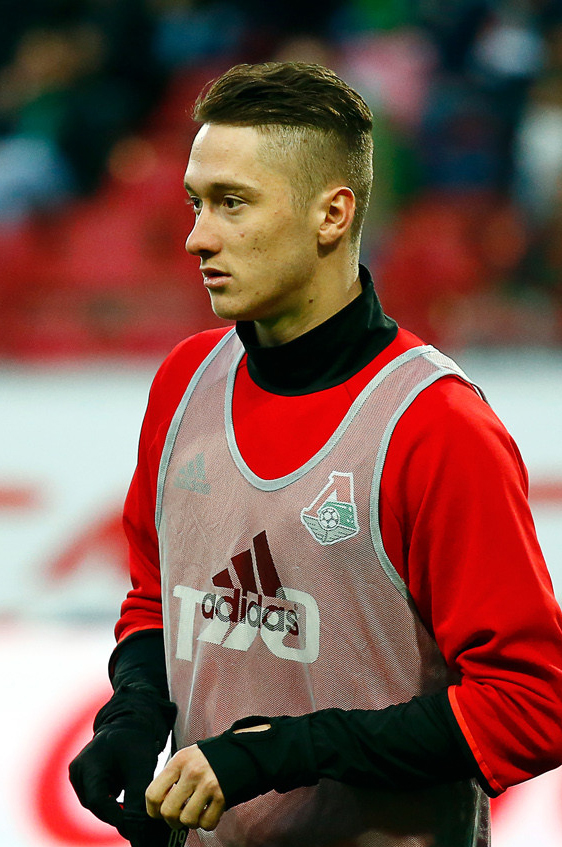
Anton Andrejewitsch Mirantschuk (* 1995)

- Mirarab, Mahan (* 1983), iranischer Musiker (Gitarre, Tarr, Oud, Komposition)
- Mirás, Eduardo (1929–2022), argentinischer Geistlicher, römisch-katholischer Erzbischof von Rosario
- Miras, Elena (* 1992), Schweizer Reality-TV-Teilnehmerin
- Mirás, Fernán (* 1969), argentinischer Schauspieler
- Miraß, Heiko (* 1967), deutscher Ministerialbeamter und Politiker (SPD), MdL
- Mirasty, Jon (* 1982), kanadischer Eishockeyspieler
- Mirau, André Henri, französischer Naturwissenschaftler und Optiker
- Mirauer, Walter (1882–1948), deutscher Chirurg und Gynäkologe
- Miraz, Mehidy Hasan (* 1997), bangladeschischer Cricketspieler
- Mirazo, Gabriel (* 1985), uruguayischer Fußballspieler

### Mirb
- Mirbach, Alphons von (1812–1885), bayerischer Hofbeamter
- Mirbach, Andreas von (1931–1975), deutscher Offizier und Diplomat, Terrorismusopfer der RAF
- Mirbach, August (1808–1891), deutscher Politiker
- Mirbach, Christian Freiherr von (* 1944), deutscher Brigadegeneral des Heeres der Bundeswehr
- Mirbach, Dietrich von (1907–1977), deutscher Diplomat
- Mirbach, Ernst von (1844–1925), preußischer Generalleutnant und Hofbeamter
- Mirbach, Götz von (1915–1968), deutscher Marineoffizier
- Mirbach, Hartmut (1949–2011), deutscher Fotograf und Maler
- Mirbach, Heinrich Georg von († 1736), Landhofmeister und Kanzler in Kurland
- Mirbach, Ingrid, deutsche Schauspielerin
- Mirbach, Johan von (* 1979), deutscher Fernsehjournalist, Dokumentarfilmer und Autor
- Mirbach, Karl Joseph von (1718–1798), deutscher Adeliger und Domherr
- Mirbach, Maimi von (1899–1984), deutsche Cellistin und Mitglied der Bekennenden Kirche
- Mirbach, Manuel (* 1964), deutscher Fußballspieler
- Mirbach, Otto von (1804–1867), Revolutionär
- Mirbach, Philipp von (* 1961), deutscher Schauspieler und Hörspielsprecher
- Mirbach, Werner von (1713–1797), hessen-kasselscher Generalleutnant und Kommandant von Ziegenhain
- Mirbach, Werner von (1878–1928), deutscher Verwaltungsjurist und Politiker (DNVP), MdPL
- Mirbach, Wilhelm von (1810–1882), preußischer Generalleutnant
- Mirbach-Harff, Ernst von (1845–1901), österreichischer Parlamentarier und Großgrundbesitzer
- Mirbach-Harff, Johann Wilhelm von (1784–1849), Mitbegründer der Genossenschaft des Rheinischen Ritterbürtigen Adels
- Mirbach-Harff, Maximilian von (1880–1971), preußischer Landrat
- Mirbach-Harff, Wilhelm von (1871–1918), deutscher Diplomat und BotschafterWilhelm von Mirbach-Harff (1871–1918)

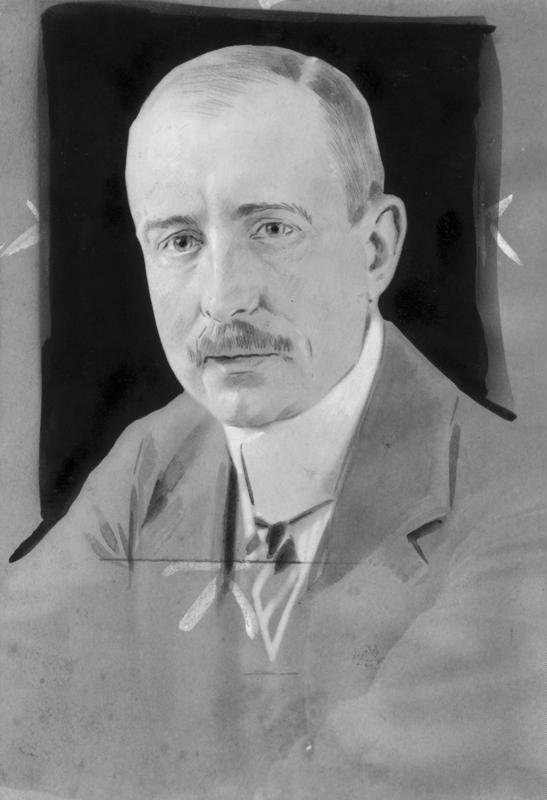
Wilhelm von Mirbach-Harff (1871–1918)

- Mirbach-Sorquitten, Julius von (1839–1921), deutscher Gutsbesitzer und Politiker, MdR
- Mirbeau, Octave (1848–1917), französischer Journalist, Kunstkritiker und Romanautor
- Mirbekow, Jersultan (* 2003), kirgisischer Eishockeyspieler
- Mirbel, Aimée-Zoë de (1796–1849), französische Miniaturmalerin
- Mirbel, Charles François Brisseau de (1776–1854), französischer Botaniker
- Mirbeth, Herbert (* 1948), deutscher Politiker (CSU), MdL
- Mirbeth, Johann (1905–1975), deutscher SS-Oberscharführer im KZ Auschwitz
- Mirbt, Carl (1860–1929), deutscher evangelischer Kirchenhistoriker und Missionswissenschaftler
- Mirbt, Ernst Sigismund (1799–1847), deutscher Philosoph
- Mirbt, Hermann (1891–1968), deutscher Jurist und Rechtshistoriker
- Mirbt, Karl-Wolfgang (1921–1982), deutscher Bibliothekswissenschaftler
- Mirbt, Rudolf (1896–1974), deutscher Pädagoge und Schriftsteller

### Mirc
- Mîrca, Alexandra (* 1993), moldauische Bogenschützin
- Mircea cel Bătrân (1355–1418), Woiwode der Walachei
- Mircea Ciobanul († 1559), Fürst der Walachei
- Mircea II. (1422–1446), Herrscher der Walachei (1442)
- Mīrchānd (* 1433), persischer oder arabischer Geschichtsschreiber
- Mirchev, Emanuel (* 2002), bulgarisch-deutscher Fußballspieler
- Mirchoff, Beau (* 1989), US-amerikanischer SchauspielerBeau Mirchoff (* 1989)

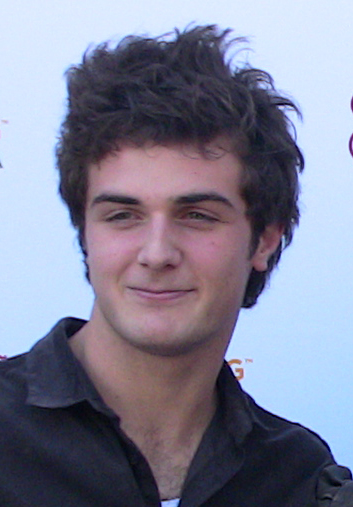
Beau Mirchoff (* 1989)

- Mirčić, Teodora (* 1988), serbische Tennisspielerin

### Mird
- Mirdad, Adel bin Siraj, saudischer Diplomat
- Mirdamadi, Mohsen (* 1955), iranischer Politiker und Journalist
- Mirdasi, Fahad al- (* 1985), saudi-arabischer Fußballschiedsrichter
- Mirdha, Ram Niwas (1924–2010), indischer Politiker
- Mirdita, Federik (1931–2016), österreichischer Regisseur
- Mirdita, Rrok (1939–2015), albanischer Geistlicher, römisch-katholischer Erzbischof und Primas in Albanien
- Mirdita, Vilson (* 1970), kosovarischer Diplomat

### Mire
- Mire, Ismail (1862–1950), somalischer Dichter und Soldat
- Mirea, Dumitru († 1942), rumänischer Bildhauer
- Mirecki, Franciszek (1791–1862), polnischer Komponist
- Mirecourt, Eugène de (1812–1880), französischer Schriftsteller und Biograph
- Miřejovský, Lubomír (1925–2002), tschechischer Geistlicher, Pfarrer der Evangelischen Kirche der Böhmischen Brüder
- Mirek, Erich (1912–2004), deutscher Schauspieler
- Mireles Vaquera, Manuel (1929–2021), mexikanischer Geistlicher, römisch-katholischer Prälat von El Salto
- Mireles, Edmundo (* 1953), US-amerikanischer FBI-AgentEdmundo Mireles (* 1953)

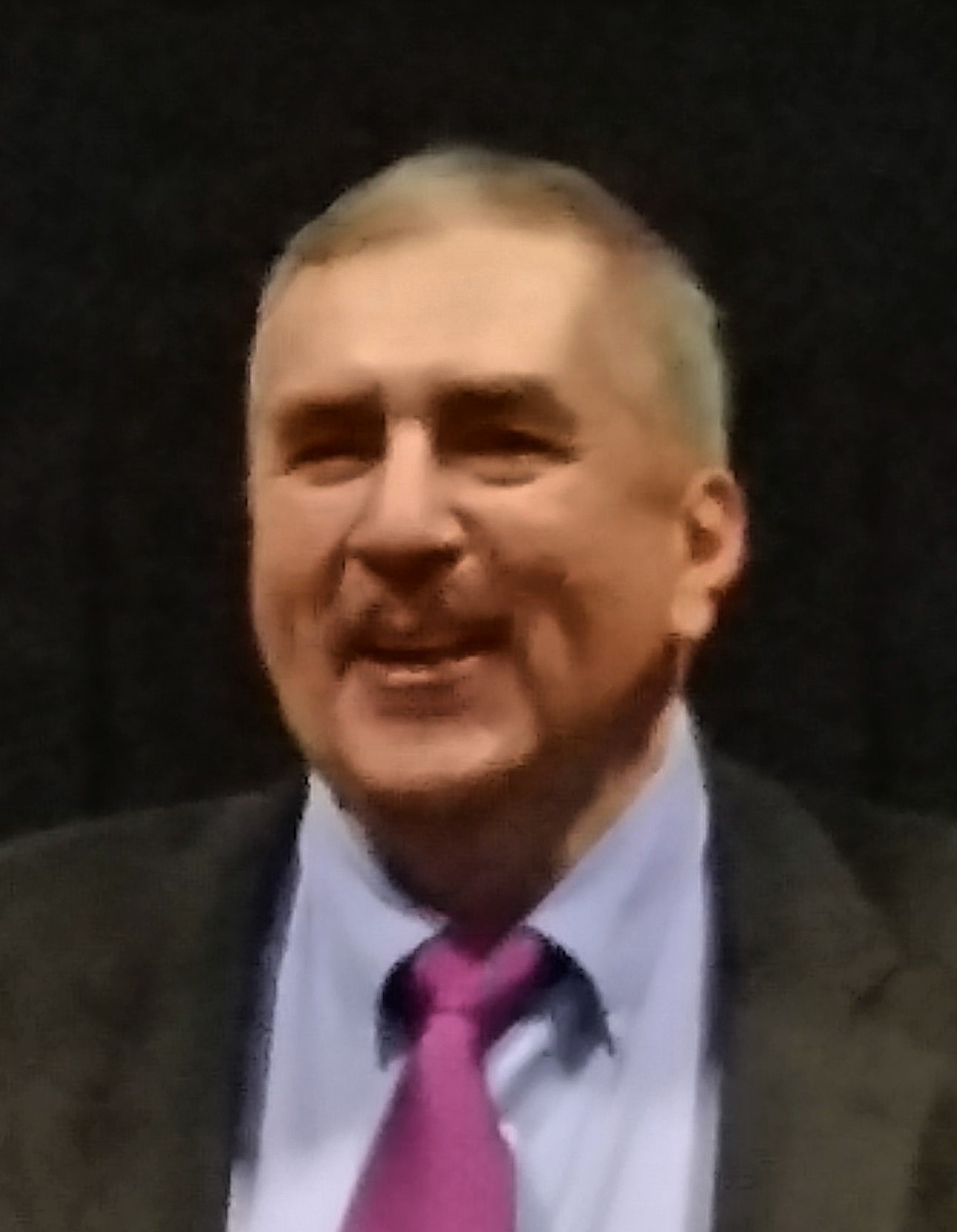
Edmundo Mireles (* 1953)

- Mireles, Odilón, mexikanischer Fußballtrainer
- Mirella (* 2005), finnische Popsängerin
- Miremont, Pierre (1901–1979), französischer Romanist, Okzitanist und Autor des Okzitanischen
- Mirer, Johann Peter (1778–1862), schweizerischer Bischof
- Mirer, Rick (* 1970), US-amerikanischer American-Football-Spieler
- Mirer, Rudolf (1937–2025), Schweizer Maler und Grafiker
- Miresmāeli, Ārash (* 1981), iranischer Judoka
- Miressi, Alessandro (* 1998), italienischer Schwimmer
- Miret i Soler, Emília (* 1892), katalanische klassische Pianistin, Musikpädagogin und Komponistin
- Miret Magdalena, Enrique (1914–2009), spanischer, römisch-katholischer Theologe und Kirchenkritiker
- Miret, Roger (* 1964), US-amerikanischer Sänger, Gitarrist und Bassist kubanischer HerkunftRoger Miret (* 1964)

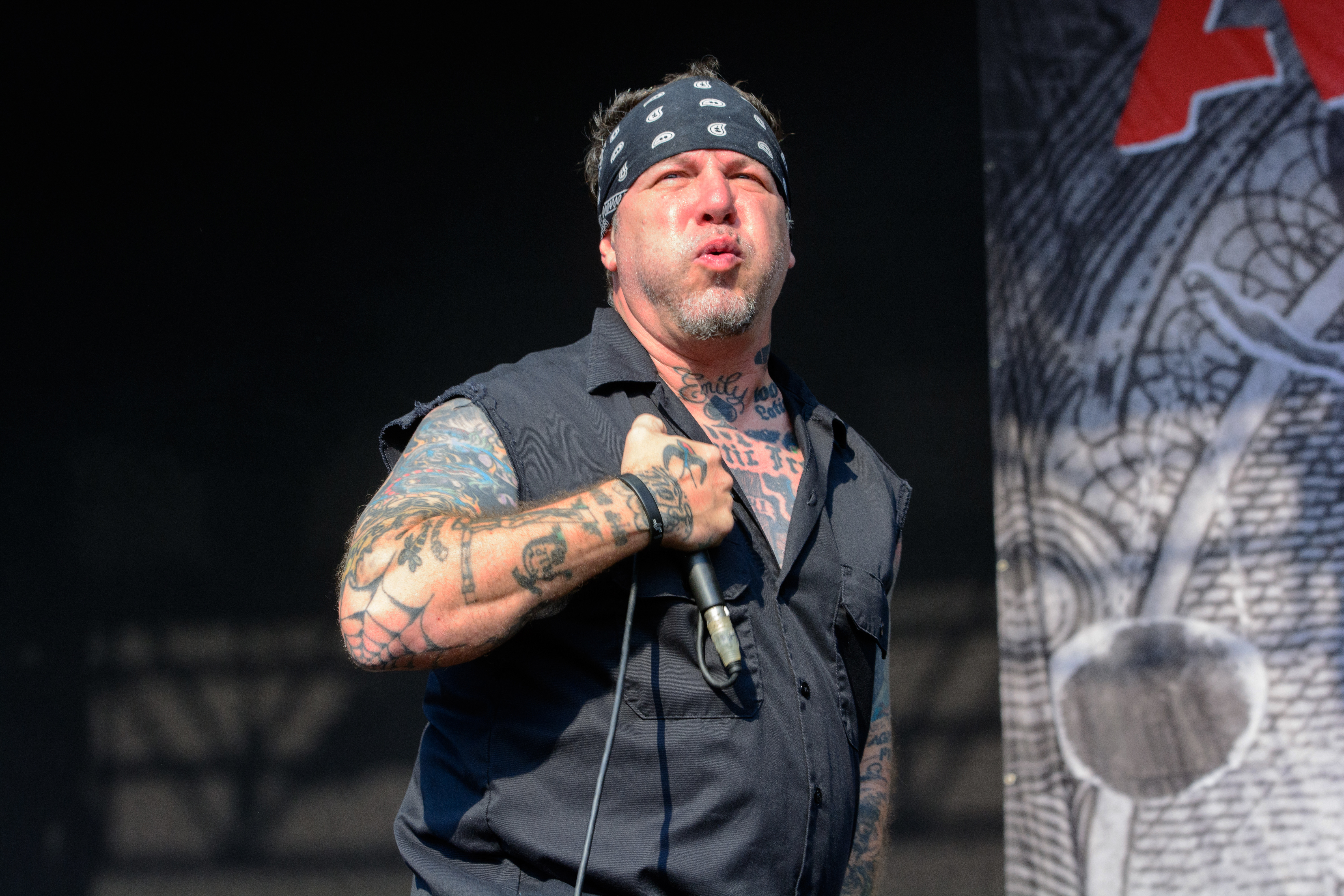
Roger Miret (* 1964)

- Miretti, Fabio (* 2003), italienischer Fußballspieler
- Mireur, François (1770–1798), französischer General der Kavallerie
- Mireur, Hippolyte (1841–1914), Kunsthistoriker und Sammler

### Mirf
- Mirfin, David (* 1985), englischer Fußballspieler

### Mirg
- Mirga-Tas, Małgorzata (* 1978), polnisch-romani Bildhauerin, Malerin und Aktivistin
- Mirgeler, Albert (1901–1979), deutscher Historiker
- Mirghani, Ahmad al- (1941–2008), sudanesischer Staatschef
- Mirguet, Paul (1911–2001), französischer Politiker

### Mirh
- Mirhashemi, Seyed Mojtaba (* 1966), iranischer Skilangläufer

### Miri
- Miriam Christine (* 1979), maltesische Sängerin
- Miriam, Rivka (* 1952), israelische Dichterin und Malerin
- Miriam, Su (* 1957), deutsche Sängerin
- Mirian III., erster iberischer König aus der Dynastie der Chosroiden
- Miribel, Marie François Joseph de (1831–1893), französischer General
- Miric, Melanie (* 1990), deutsche Schlagersängerin
- Mirić, Mitar (* 1957), bosnischer Folk-Sänger
- Mirić, Tadija (* 1984), kroatischer Eishockeyspieler
- Mirić, Voja (1933–2019), serbischer Schauspieler
- Miricioiu, Nelly (* 1952), rumänische Opernsängerin (Sopran)
- Mirimanoff, Dmitry (1861–1945), Schweizer Mathematiker
- Mirin, irischer Mönch, Heiliger
- Mirisch, Walter (1921–2023), US-amerikanischer Filmproduzent
- Miriță, Vlad (* 1981), rumänischer Sänger
- Miritz, Melchior, deutscher Theologe und Reformator
- Miriuță, Vasile (* 1968), ungarisch-rumänischer Fußballspieler und -trainer

### Mirj
- Mirjam von Abellin (1846–1878), palästinensische Karmelitin und HeiligeMirjam von Abellin (1846–1878)

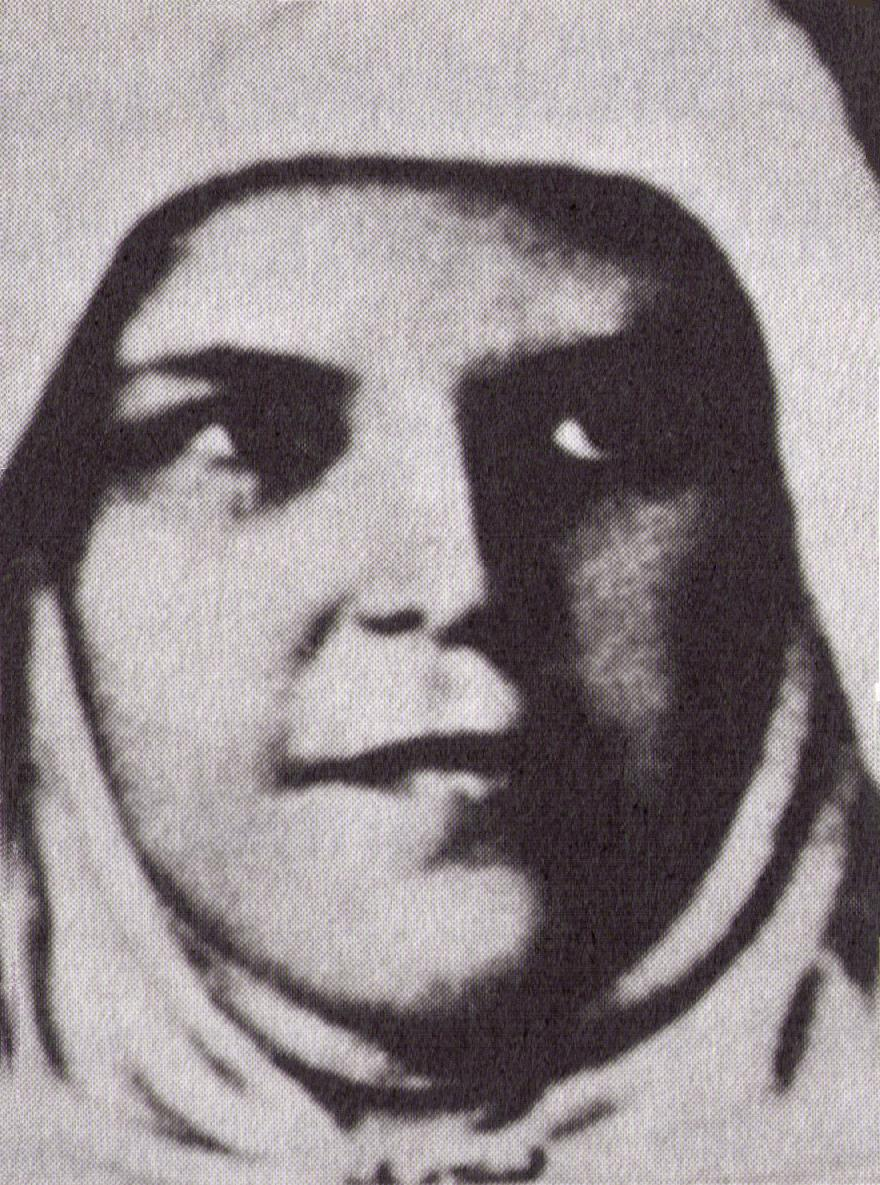
Mirjam von Abellin (1846–1878)

- Mirjanič, Sašo (* 1968), slowenischer Ruderer

### Mirk
- Mirkarimi, Reza (* 1966), iranischer Filmemacher
- Mirkarimova, Qunduz (1925–2019), sowjetische und usbekische Tänzerin, Ballettkünstlerin, Ballettmeisterin, Choreografin und Pädagogin
- Mirke, Rudi (1920–1951), deutscher Radrennfahrer
- Mirkelam (* 1966), türkischer Popmusiker
- Mirkes, Adolf (1913–1998), deutscher Lederarbeiter und Gewerkschafter
- Mirkhoshhal, Nima (* 1997), deutscher Pianist
- Mirkin, Chad A. (* 1963), US-amerikanischer Chemiker
- Mirkin, David (* 1955), US-amerikanischer Regisseur, Filmproduzent und Drehbuchautor
- Mirkin-Getzewitsch, Boris (1892–1955), russisch-französischer Jurist
- Mirkis, Yousif Thomas (* 1949), irakischer Ordensgeistlicher, chaldäisch-katholischer Erzbischof von Kirkuk
- Mirko von Montenegro (1879–1918), Prinz von Montenegro, Mitglied aus dem Haus Petrović-Njegoš
- Mirkoeilcane (* 1986), italienischer Musiker
- Mirković, Dragana (* 1968), serbische Folk- und PopsängerinDragana Mirković (* 1968)

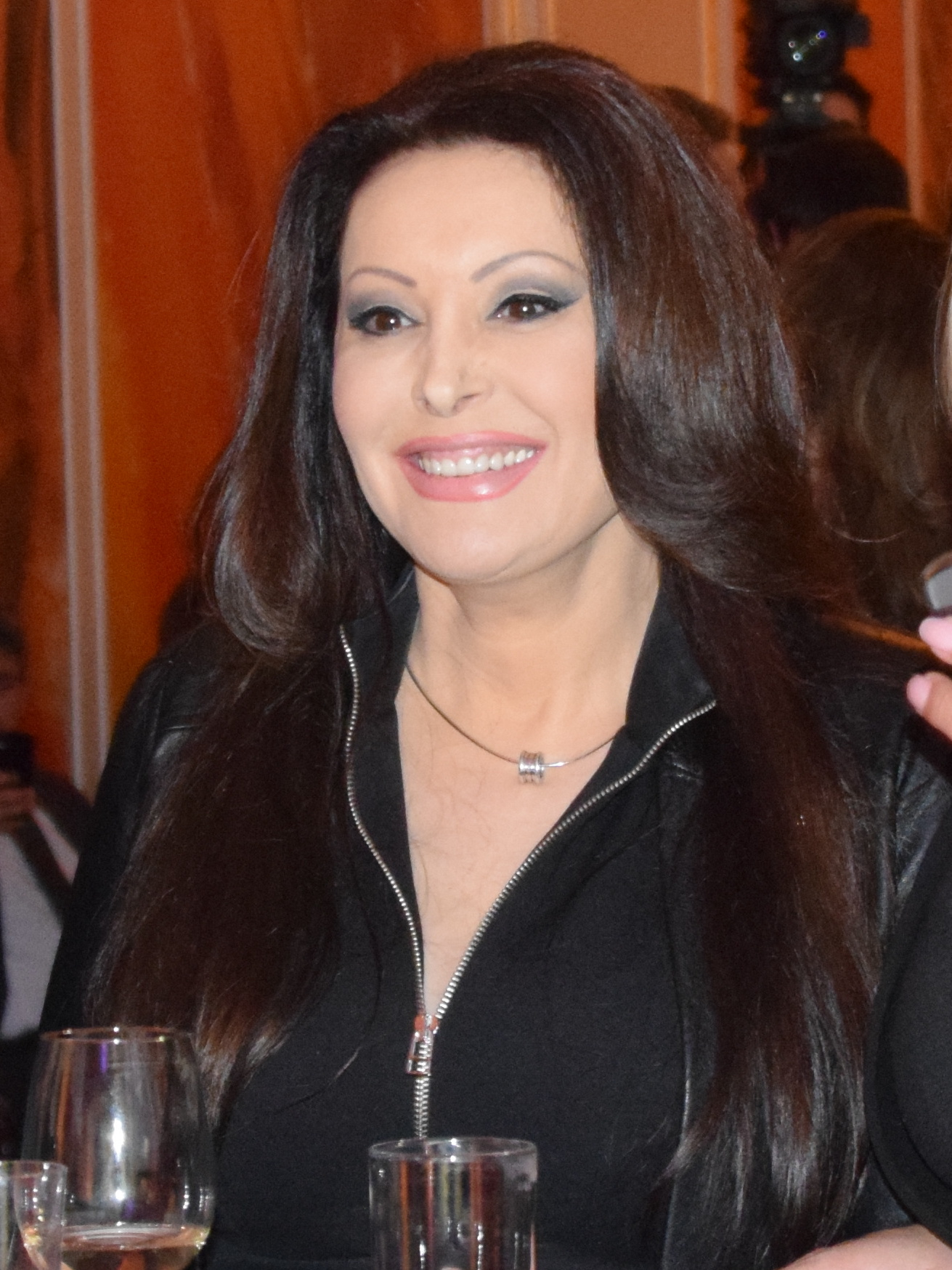
Dragana Mirković (* 1968)

- Mirković, Filip (* 1988), serbischer Eishockeyspieler
- Mirković, Nataša (* 1972), bosnische Sängerin (Sopran) und Schauspielerin
- Mirković, Slađana (* 1995), serbische Volleyballspielerin
- Mirkovich, Steve (* 1953), US-amerikanischer Filmeditor
- Mirkulovski, Filip (* 1983), mazedonischer Handballspieler und -trainer

### Mirl
- Mirlach, Stefanie (* 1990), deutsche Fußballspielerin

### Mirm
- Mirmalek, Rasoul (1938–2024), iranischer Ringer
- Mirman, Brad (* 1953), US-amerikanischer Drehbuchautor, Regisseur und Filmproduzent
- Mirman, Eugene (* 1974), US-amerikanischer Fernsehproduzent, Regisseur, Autor, Schauspieler und Synchronsprecher
- Mirman, Leonard (1940–2017), US-amerikanischer Mathematiker und Wirtschaftswissenschaftler
- Mirmohammadi, Mohammad (1948–2020), iranischer Politiker
- Mirmont, Roger (* 1946), französischer Schauspieler
- Mirmseker, Reinhard (* 1950), deutscher Eiskunstläufer

### Mirn
- Mirna, Sinajida (1878–1950), ukrainische Politikerin
- Mirnegg, Hans-Dieter (* 1954), österreichischer Fußballspieler
- Mirnow, Igor Sergejewitsch (* 1984), russischer Eishockeyspieler
- Mirny, Maks (* 1977), belarussischer Tennisspieler

### Miro
- Miro († 583), König der Sueben in Gallaecia
- Miro (* 1985), bulgarischer Wrestler, Kraftdreikämpfer und RudererMiro (* 1985)

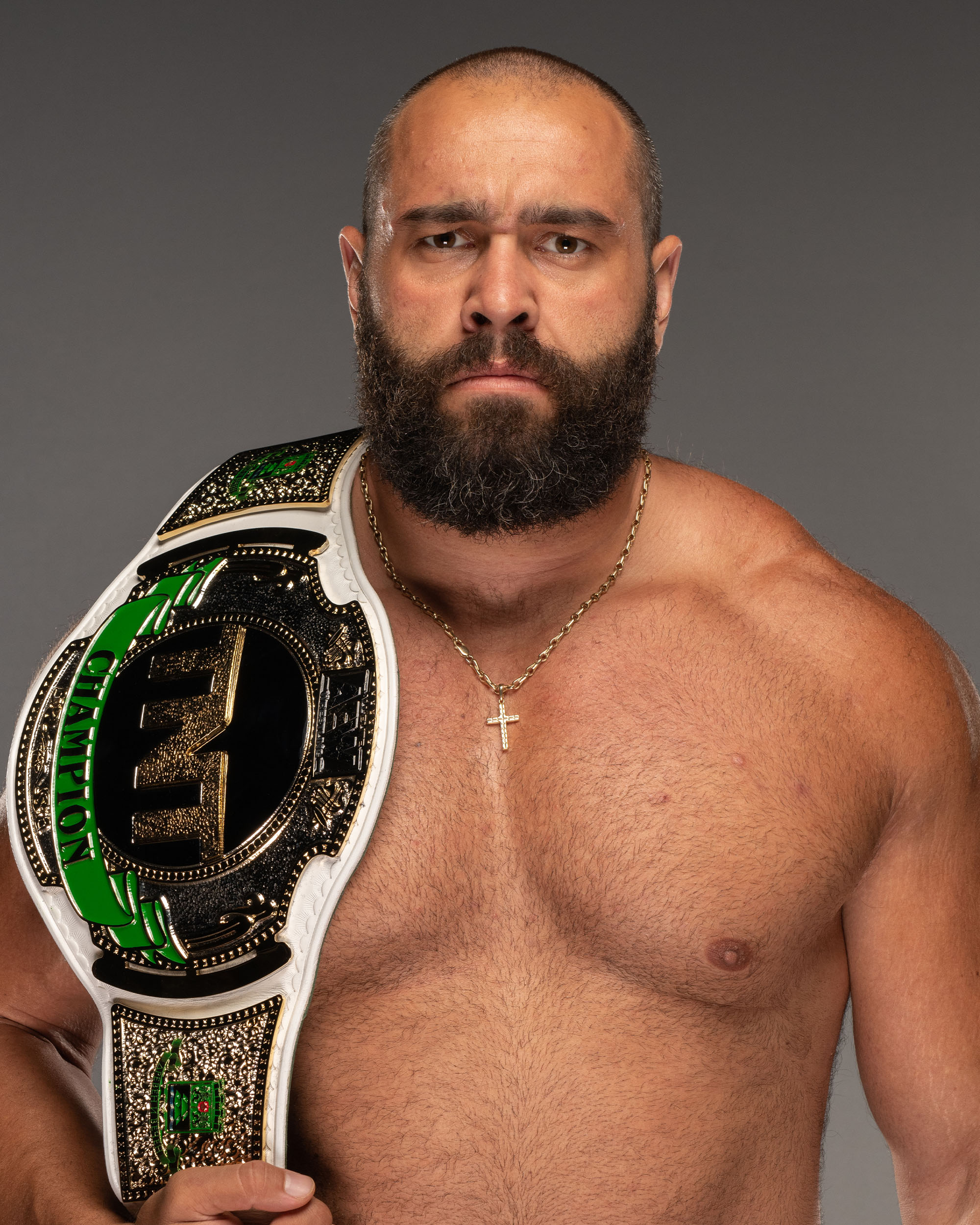
Miro (* 1985)

- Miró Bonfill († 984), Graf von Besalú, Bischof von Girona
- Miró Cardona, José (1902–1972), kubanischer Anwalt und Politiker
- Miró der Ältere († 896), Graf von Conflent und Rosselló
- Miró der Jüngere († 927), Graf von Cerdanya, Conflent und Besalú
- Miró Quesada Cantuarias, José Francisco (1918–2019), peruanischer Philosoph, Journalist und Politiker
- Miró Roig, Rosa Maria (* 1960), spanische Mathematikerin
- Miró Varela, Mireia (* 1988), spanische Skibergsteigerin
- Miró, Asha (* 1967), spanische Autorin und Fernsehmoderatorin indischer Abstammung
- Miró, Carmen (1919–2022), panamaische Demografin, Soziologin und Statistikerin
- Miró, Gabriel (1879–1930), spanischer Schriftsteller
- Miro, Henri (1879–1950), kanadischer Komponist
- Miró, Joan (1893–1983), spanisch-katalanischer Maler, Grafiker, Bildhauer und KeramikerJoan Miró (1893–1983)

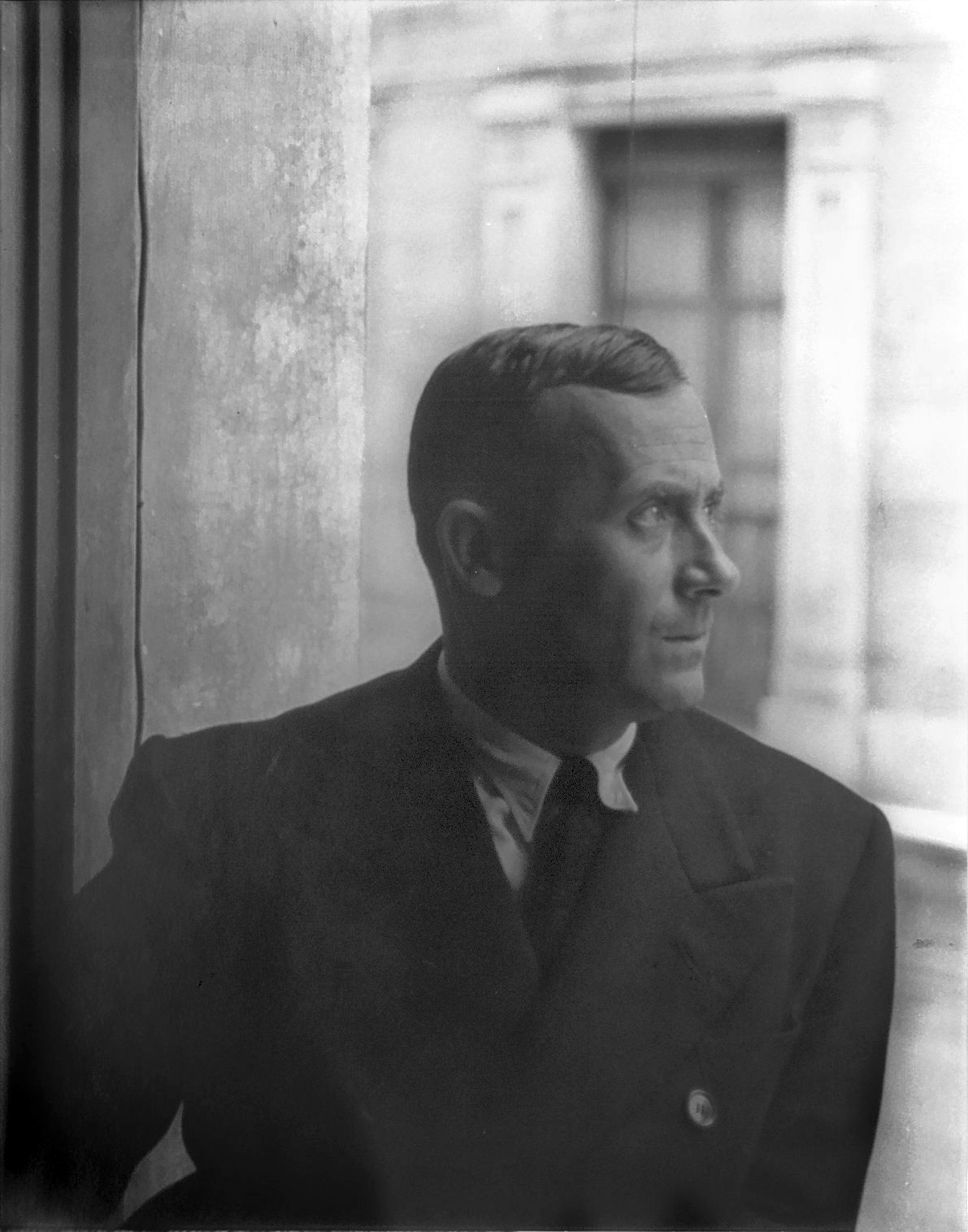
Joan Miró (1893–1983)

- Miró, Luis (1913–1991), spanischer Fußballtorhüter und -trainer
- Miró, Maria Dolors (1930–2004), spanische Kunstförderin und Ehrenvorsitzende der Miró-Stiftungen
- Miró, Pablo (* 1961), deutsch-argentinischer Musiker, Gitarrist und Liedermacher
- Miró, Pilar (1940–1997), spanische Drehbuchautorin und Regisseurin
- Miró-Cortez, Pablo (* 1981), französisch-deutsch-chilenischer Pianist
- Mirocha, Kevin (* 1991), deutsch-polnischer Automobilrennfahrer
- Mirocomachiko (* 1981), japanische Malerin und Kinderbuchautorin
- Miroglio, Francis (1924–2005), französischer Komponist und Festivalleiter
- Miroğlu, Orhan (* 1953), kurdisch-türkischer Autor und Politiker
- Mirojnick, Ellen (* 1949), US-amerikanische Kostümbildnerin
- Miroljubowa, Tatjana Wassiljewna (* 1964), sowjetisch-russische Ökonomin und Hochschullehrerin
- Mirolybov, Anton (* 1977), finnischer Basketballtrainer
- Miromanow, Daniil Alexandrowitsch (* 1997), russischer Eishockeyspieler
- Mirón Velázquez, Mario (* 1927), mexikanischer Botschafter
- Miron, Andrei (1951–2011), deutscher Prähistoriker
- Miron, Brock (* 1980), kanadischer Eisschnellläufer
- Miron, Dan (* 1934), israelischer Literaturwissenschaftler und -kritiker
- Miron, Gaston (1928–1996), kanadischer Verleger und Dichter französischer Sprache
- Miron, Guy (* 1966), israelischer Historiker
- Miron, Issachar (1920–2015), israelischer Komponist
- Mirón, Javier (* 1999), spanischer Leichtathlet
- Miron, Paul (1926–2008), rumänischer Romanist, Schriftsteller und Hochschullehrer
- Miron, Radu Constantin (* 1956), deutscher orthodoxer Erzpriester, Vorsitzender der Arbeitsgemeinschaft Christlicher Kirchen in Deutschland
- Mirón, Tomás (* 2005), argentinischer Sprinter
- Mirona, John (* 1962), sudanesischer Boxer
- Mironas, Vladas (1880–1953), litauischer Priester und Premierminister
- Mironcic, Enikő (* 1986), rumänische Ruderin
- Mironenko, Waleri Alexandrowitsch (1935–2000), russischer Geologe und Hochschullehrer
- Mironescu, Gheorghe (1874–1949), rumänischer Politiker, Jurist
- Mironiuk, Iwona (* 1969), polnische Pianistin
- Mironow, Alexander Sergejewitsch (* 1984), russischer Radrennfahrer
- Mironow, Alexei Nikolajewitsch (* 1977), russischer Crosslauf-Sommerbiathlet
- Mironow, Alexei Wladislawowitsch (* 2000), russischer Fußballspieler
- Mironow, Andrei Alexandrowitsch (1941–1987), russischer FilmschauspielerAndrei Alexandrowitsch Mironow (1941–1987)

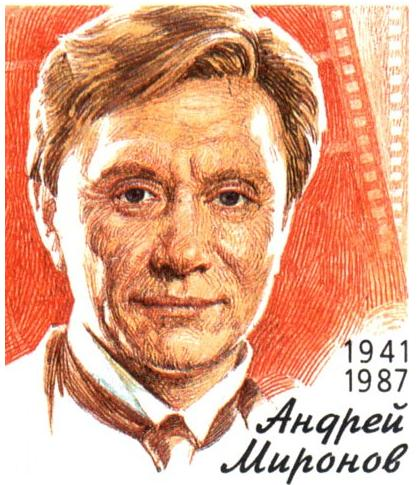
Andrei Alexandrowitsch Mironow (1941–1987)

- Mironow, Andrei Andrejewitsch (* 1994), russischer Eishockeyspieler
- Mironow, Andrei Nikolajewitsch (1954–2014), russischer Journalist, Dissident und Menschenrechtsaktivist
- Mironow, Andrei Nikolajewitsch (* 1975), russischer Maler
- Mironow, Arseni Dmitrijewitsch (1917–2019), sowjetischer bzw. russischer Testpilot, Aerodynamiker und Hochschullehrer
- Mironow, Boris Olegowitsch (* 1972), russischer Eishockeyspieler
- Mironow, Dmitri Olegowitsch (* 1965), russischer Eishockeyspieler
- Mironow, Jewgeni Wassiljewitsch (* 1949), sowjetischer Kugelstoßer
- Mironow, Jewgeni Witaljewitsch (* 1966), russischer Film-, Fernseh- und Theaterschauspieler
- Mironow, Leonid Witaljewitsch (* 1998), russischer Fußballspieler
- Mironow, Maxim (* 1981), russischer Opernsänger (Tenor)
- Mironow, Sergei Michailowitsch (* 1953), russischer PolitikerSergei Michailowitsch Mironow (* 1953)

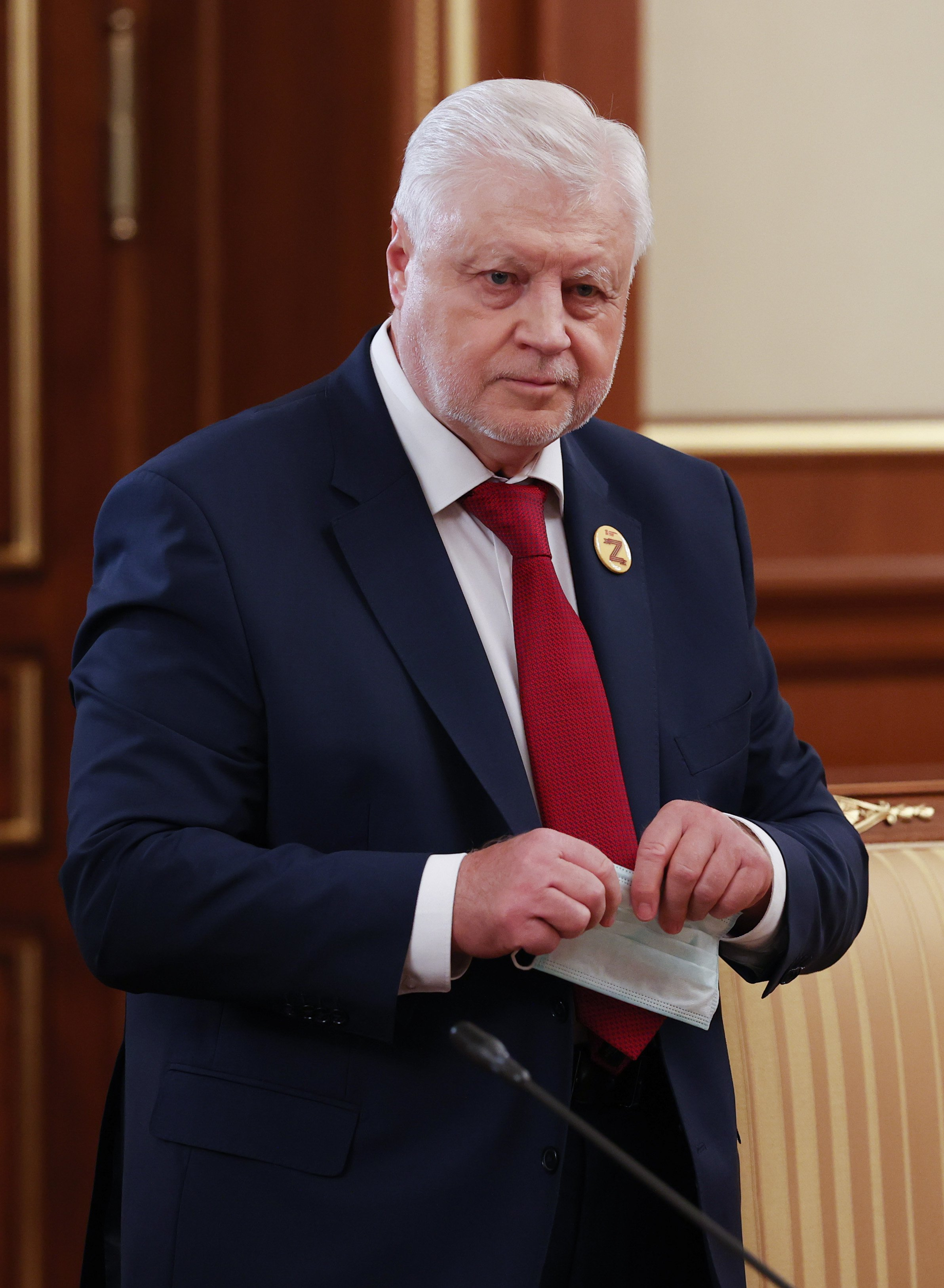
Sergei Michailowitsch Mironow (* 1953)

- Mironowa, Diana Ildarowna (* 1996), russische Billardspielerin
- Mironowa, Jekaterina Stepanowna (* 1977), russische Skeletonpilotin
- Mironowa, Marija Andrejewna (* 1973), russische Schauspielerin
- Mironowa, Soja Wassiljewna (1912–1991), sowjetische Metallurgin und Diplomatin
- Mironowa, Swetlana Igorewna (* 1994), russische Biathletin
- Mironowa, Swetlana Nikolajewna (* 1986), russische Orientierungsläuferin
- Mironowitsch, Spartak Petrowitsch (* 1938), russischer Handballtrainer
- Mirontschyk-Iwanowa, Nastassja (* 1989), belarussische Weitspringerin
- Mirós, Gilda (* 1938), US-amerikanische Schauspielerin, Rundfunkproduzentin und Autorin
- Mirosavljev, Nemanja (* 1970), serbischer Sportschütze
- Miroschina, Jelena Nikolajewna (1974–1995), russische Wasserspringerin
- Miroschnikoff, Peter (* 1942), deutscher Journalist
- Miroschnitschenko, Alexander (1964–2003), kasachischer Boxer
- Miroschnitschenko, Dmitri (* 1992), kasachischer Fußballspieler
- Miroschnitschenko, Weronika Jurjewna (* 1997), russische Tennisspielerin
- Miroschnytschenko, Ihor (* 1976), ukrainischer Politiker
- Miroschnytschenko, Jewhen (* 1978), ukrainischer Schachgroßmeister
- Miroschnytschenko, Jewhenija (1931–2009), ukrainische Opernsängerin
- Miroschnytschenko, Timur (* 1986), ukrainischer Fernsehmoderator
- Miroschnytschenko, Wiktor (* 1959), sowjetisch-ukrainischer Boxer
- Mirošević, Milován (* 1980), chilenischer Fußballspieler
- Miroslav († 949), König von Kroatien (945–949)
- Mirosław, Aleksandra (* 1994), polnische SportkletterinAleksandra Mirosław (* 1994)

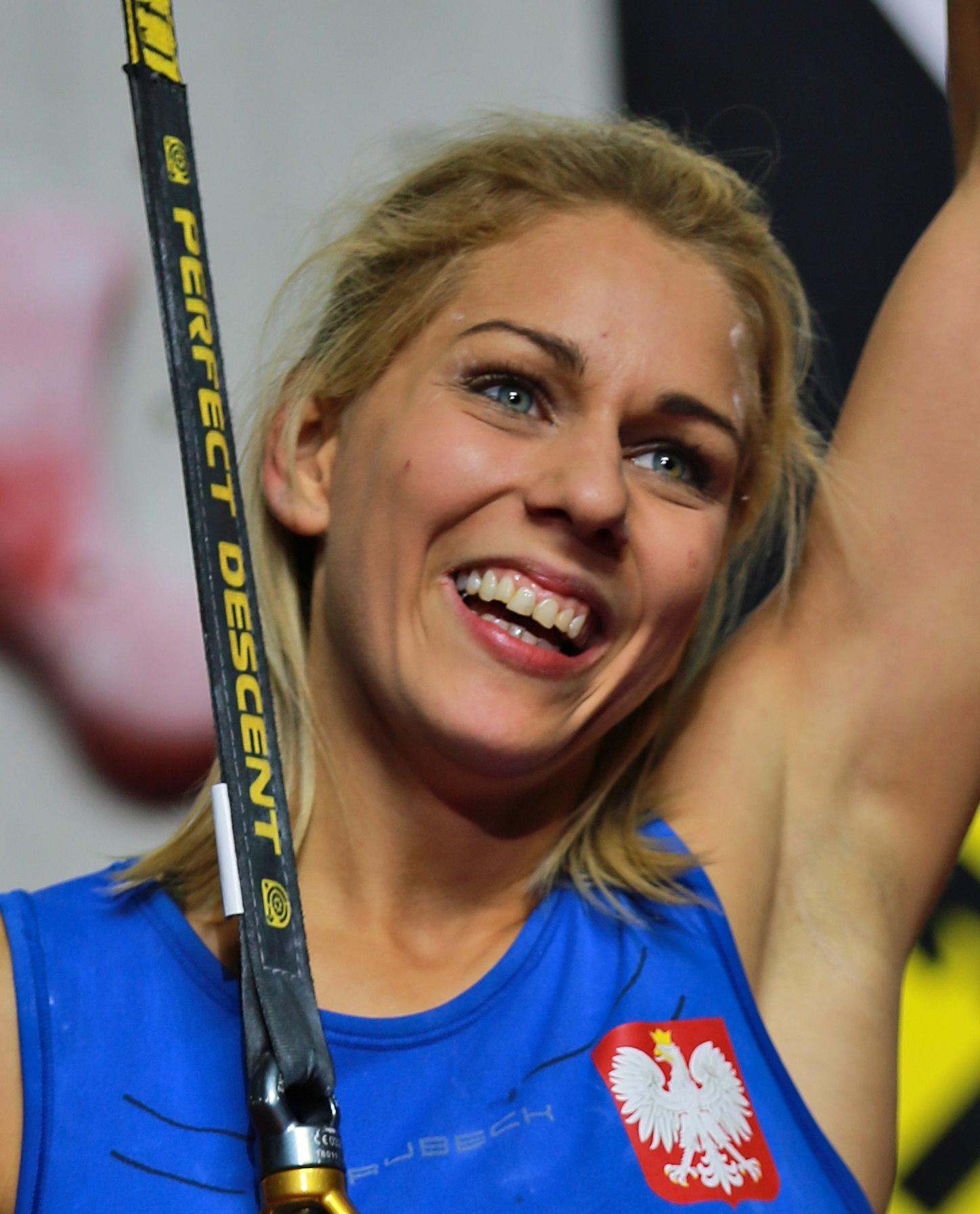
Aleksandra Mirosław (* 1994)

- Miroslaw, Rafael (* 2001), deutscher Schwimmer
- Miroslawa von Pommerellen, Prinzessin von Pommerellen und Herzogin von Pommern
- Mirotić, Nikola (* 1991), spanischer Basketballspieler
- Mirotta, Agustina (* 1995), argentinische Handballspielerin
- Mirou, Anton (* 1578), flämischer Maler
- Mirov, Pavel (* 1911), bulgarischer Opernsänger (Tenor)
- Mirow, Benedict (* 1974), deutscher Regisseur
- Mirow, Björn (* 1938), deutscher Arzt
- Mirow, Eduard (1911–1999), deutscher Diplomat
- Mirow, Hans (1895–1986), deutscher Marineoffizier, zuletzt Konteradmiral im Zweiten Weltkrieg
- Mirow, Jürgen (* 1954), deutscher Historiker und Autor
- Mirow, Kurt Rudolf († 1992), deutsch-brasilianischer Unternehmer und Autor
- Mirow, Peter (* 1968), deutscher Offizier, Generalmajor der Bundeswehr
- Mirow, Sahra (* 1984), deutsche Politikerin (Die Linke)Sahra Mirow (* 1984)

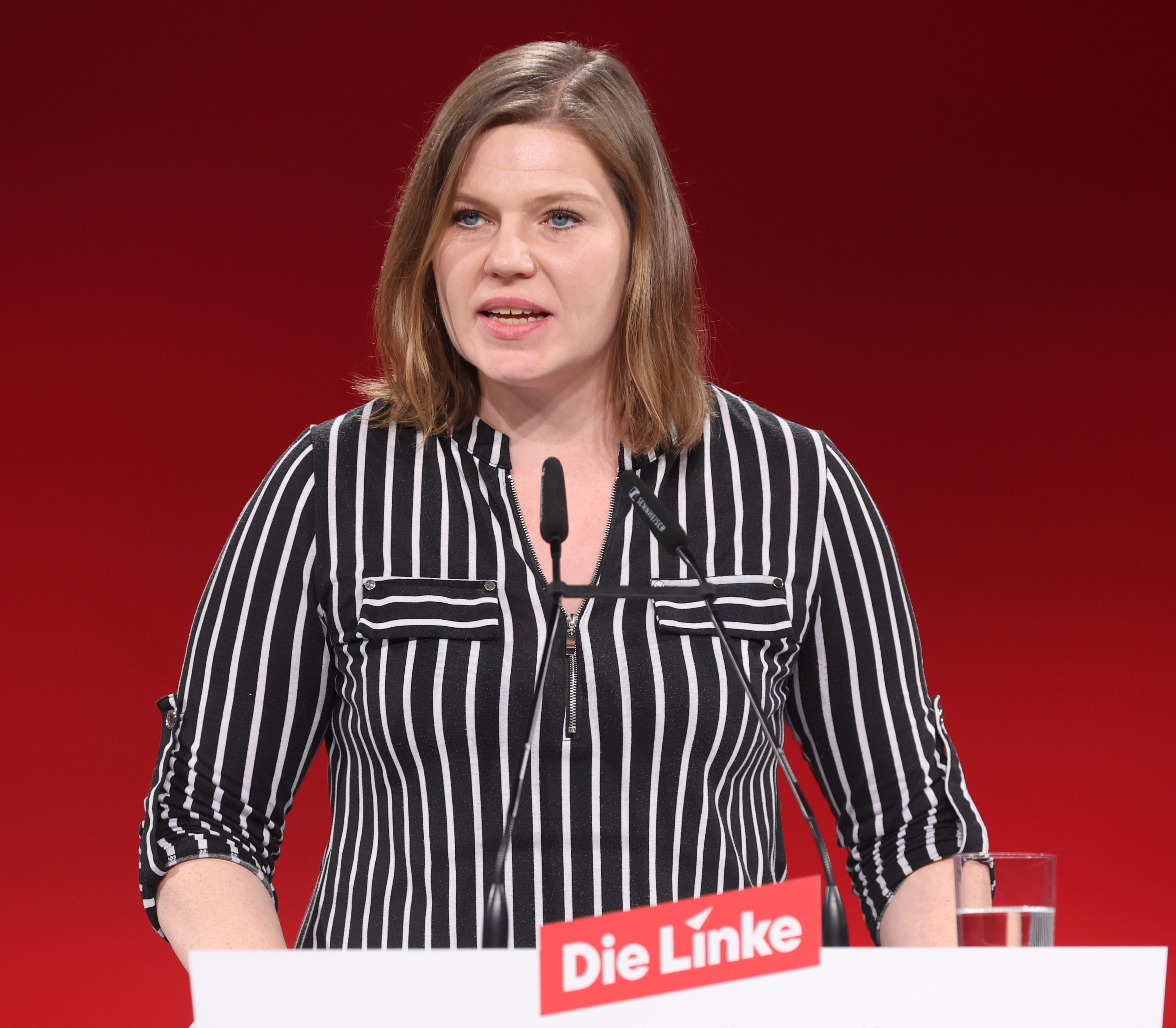
Sahra Mirow (* 1984)

- Mirow, Sebastian (* 1968), deutscher Schauspieler, Sprecher und Sänger
- Mirow, Thomas (* 1953), deutscher Politiker (SPD)
- Mirow, Valentin (* 1997), deutscher Schauspieler und Hörspielsprecher
- Mirowski, Michel (1924–1990), polnischer Erfinder, Miterfinder des implantierbaren automatischen Defibrillators
- Mirowski, Philip (* 1951), US-amerikanischer Wirtschaftshistoriker und Kulturkritiker
- Miroy, Clarisse (1820–1870), französische Schauspielerin

### Mirr
- Mirra, Dave (1974–2016), US-amerikanischer Extremsportler
- Mirra, Pasquale (* 1976), italienischer Jazzmusiker (Vibraphon, Komposition)
- Mirre, Ludwig (1878–1954), deutscher Steuerjurist und erster Präsident des Reichsfinanzhofs
- Mirren, Helen (* 1945), britische SchauspielerinHelen Mirren (* 1945)

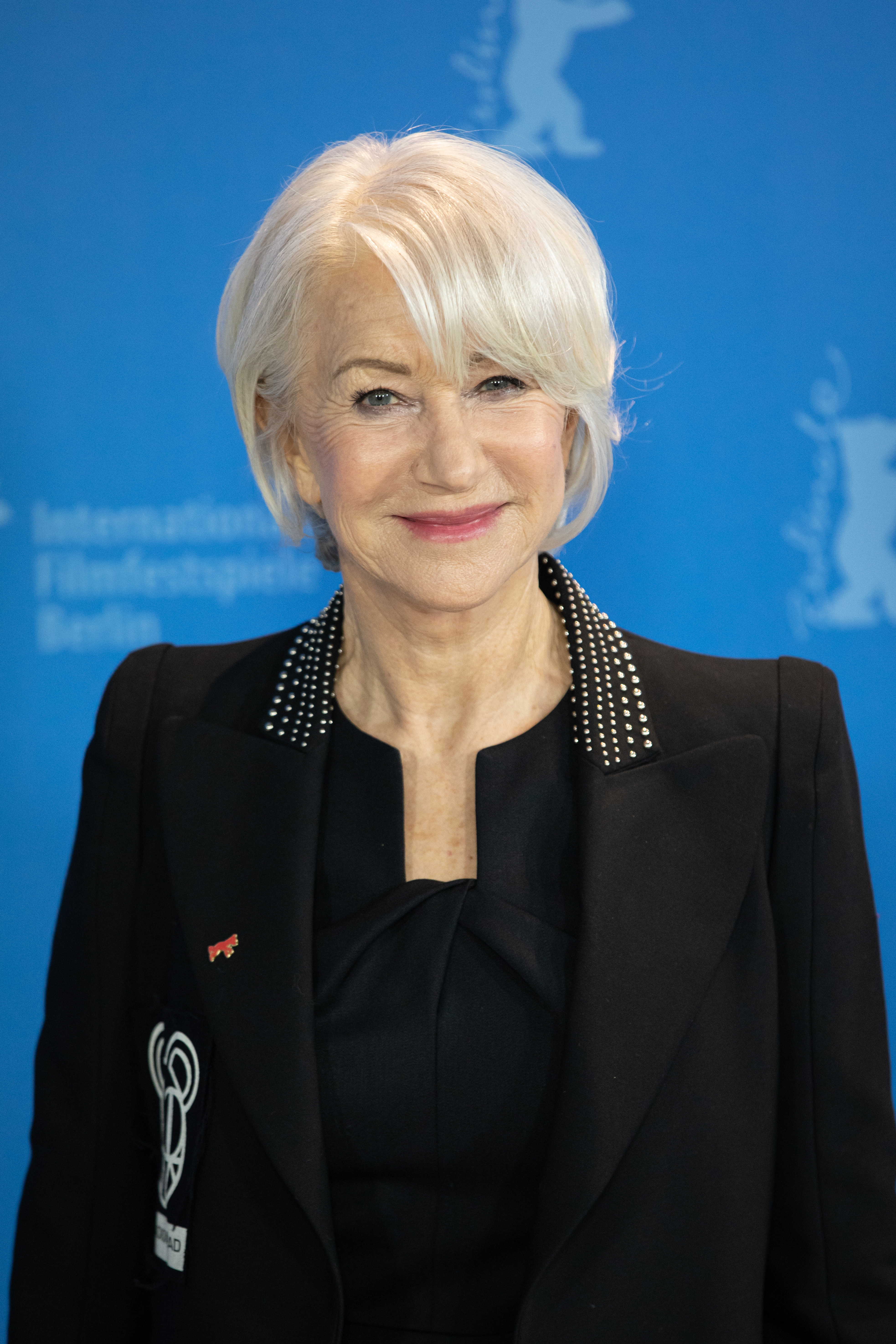
Helen Mirren (* 1945)

- Mirri, Gabriele (* 1951), italienischer Radrennfahrer
- Mirri, Giuseppe (1834–1907), italienischer Generalleutnant und Politiker
- Mirring, Günter (* 1938), deutscher Fußballspieler (DDR)
- Mirrione, Stephen (* 1969), US-amerikanischer Filmeditor
- Mirrlees, Hope (1887–1978), britische Dichterin, Romanautorin und Übersetzerin
- Mirrlees, James (1936–2018), britischer Ökonom

### Mirs
- Mirsa-Awakjanz, Natalija (* 1888), sowjetisch-ukrainische Historikerin
- Mirsabekow, Andrei Darjewitsch (1937–2003), russischer Molekularbiologe
- Mirsajanow, Wil Sultanowitsch (* 1935), russischer Chemiker
- Mirsajew, Sultan (* 1964), tschetschenischer Mufti
- Mirsaliyeva, Kamila (* 2001), usbekische Sprinterin
- Mirsberger, Alfred (1927–2018), deutscher Fußballspieler
- Mirsch, Luise (* 1939), deutsche Musikproduzentin in der DDR
- Mirschakar, Sarrina (* 1947), tadschikische Komponistin
- Mirschanowa, Sarija Fasullowna (1924–2000), sowjetische bzw. russische Linguistin und Turkologin
- Mirschitzka, Josef (1914–1980), österreichischer Fußballspieler
- Mirshad, Hayat (* 1988), libanesische Journalistin und Frauenrechtsaktivistin
- Mirski, Krastjo (1920–1978), bulgarischer Regisseur
- Mirski, Lew Solomonowitsch (1925–1996), sowjetischer Regisseur und Schauspieler
- Mirskis, Aleksandrs (* 1964), lettischer Politiker, Mitglied der Saeima, MdEP
- Mirsky, Leonid (1918–1983), englischer Mathematiker
- Mirsky, Nili (1943–2018), israelische literarische Übersetzerin und Hochschullehrerin
- Mirso, Scheralij (* 1967), tadschikischer Verteidigungsminister
- Mirsojan, Arakel (* 1989), armenischer Gewichtheber
- Mirsojan, Ararat (* 1979), armenischer Politiker, Außenminister, Parlamentspräsident, Vizepremierminister
- Mirsojan, Eduard (1921–2012), armenischer bzw. sowjetischer Komponist und Politiker
- Mirsojan, Lewon Issajewitsch (1896–1939), armenisch-sowjetischer Politiker
- Mirsojan, Oksen (* 1961), sowjetischer Gewichtheber
- Mirsojan, Teresa (1922–2016), sowjetisch-armenische Bildhauerin
- Mirsojew, Akbar (* 1939), tadschikischer Politiker
- Mirsojew, Arif (* 1944), aserbaidschanischer Komponist
- Mirsojewa, Gulja (* 1959), französisch-tadschikische Regisseurin, Autorin und Dichterin
- Mirsoschojew, Muborakscho (1961–2001), tadschikischer Sänger, Songwriter und Schauspieler der Volksgruppe der Pamiri
- Mirsosoda, Muhammadriso (* 2004), tadschikischer Leichtathlet
- Mirsow, Resiuan Muchamedowitsch (* 1993), russischer Fußballspieler

### Mirt
- Mirtahmasb, Mojtaba (* 1971), iranischer Filmemacher und Produzent
- Mirtelj, Matthias (* 1962), deutscher Fußballspieler
- Mirtl, Gerd-Dieter (* 1944), österreichischer Jurist, Betriebswirt, Wirtschaftsprüfer und Steuerberater
- Mirtl, Marion (* 1992), deutsche Volleyballspielerin
- Mirtsch, Robert, Opernsänger (Bariton) und -regisseur
- Mirtschew, Georgi (* 1985), bulgarischer Naturbahnrodler
- Mirtschew, Kiril (1902–1975), bulgarischer Philologe
- Mirtschewa, Miliza (* 1994), bulgarische Langstreckenläuferin
- Mirtschin, Alfred (1892–1962), deutscher Heimatforscher
- Mirtschin, Heinz (* 1930), deutscher ehemaliger Parteifunktionär der SED in der DDR
- Mirtschin, Jutta (* 1949), deutsche Künstlerin und Buchillustratorin
- Mirtschin, Käthe (* 1883), deutsche Malerin und Zeichnerin
- Mirtschin, Maria (* 1955), sorbische Kunsthistorikerin
- Mirtschin, Willy (1912–1979), deutscher Politiker (KPD, SED) und Militär
- Mirtschuk, Ivan (1891–1961), ukrainischer Philosoph, Kulturhistoriker und gesellschaftlicher Aktivist

### Miru
- Mirus, Adam Erdmann (1656–1728), deutscher Pädagoge, Orientalist, populärwissenschaftlicher Schriftsteller und Lexikograf
- Mirus, Adolf (1825–1918), deutscher Rechtsanwalt, Schriftsteller und Redakteur
- Mirus, Carl Moritz (1800–1873), sächsischer Jurist und Politiker
- Mirus, Karl Adolf (1829–1907), sächsischer Hofrat, Rechtsanwalt und Notar
- Mirus, Martin (1532–1593), deutscher lutherischer Theologe und sächsischer Oberhofprediger
- Mirus, Richard von (1812–1880), preußischer Generalleutnant und Kommandeur der 7. Division
- Mirusia (* 1985), australisch-niederländische Opernsängerin (Sopran)

### Mirv
- Mirvis, Ephraim (* 1956), Rabbiner im Vereinigten Königreich

### Mirw
- Mirwais (* 1960), französischer Musiker und MusikproduzentMirwais (* 1960)

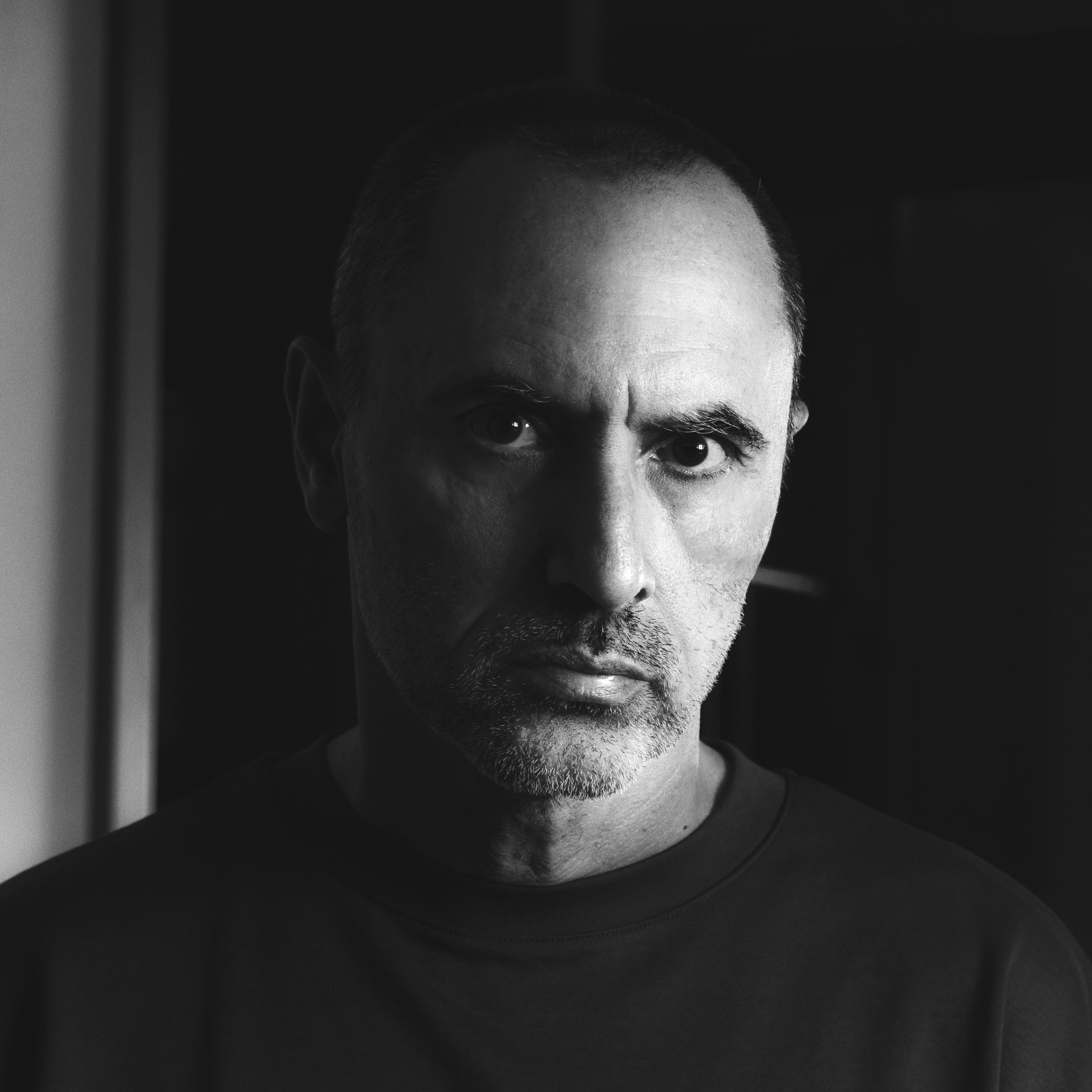
Mirwais (* 1960)

- Mirwald, Ferdinand (1872–1948), deutscher Maler und Holzschneider
- Mirwald, Klaus (* 1968), deutscher Fußballspieler und Fußballtrainer
- Mirwald, Stefanie (* 1988), deutsche klassische Akkordeonistin

### Miry
- Mirys, Augustyn († 1790), französisch-schottisch-polnischer Maler des Klassizismus

### Mirz
- Mirza Abu’l-Fadl (1844–1914), iranischer Religionshistoriker, -philosoph und Exeget, später Anhänger und Apologet der Bahai-Religion
- Mirza Agha, jesidischer Fürst
- Mirza Jawan Bakht (1841–1884), designierte Thronfolger des Mogulreichs
- Mirza Kutschak Khan (1880–1921), iranischer Nationalheld
- Mirza Mughal (1828–1857), Sohn des letzten indischen Großmoguls Bahadur Shah II.
- Mirza Muhammad Haidar Dughlat († 1551), tschagatai-turko-mongolischer Militär und Geschichtsschreiber
- Mirza, Abbas (1789–1833), persischer Prinz
- Mirza, Abdol Madschid (1845–1927), Premierminister des Iran
- Mirza, Adam, US-amerikanischer Komponist, Musikwissenschaftler und -pädgoge
- Mirza, Ali († 1494), Sohn des Sektenführers Scheich Haidar und Alamschah Begom; und Bruder des späteren iranischen Königs Ismail I.
- Mirza, Diya (* 1981), indische Schauspielerin und Model
- Mirza, Fahmida (* 1956), pakistanische Politikerin
- Mirza, Farhan (* 1975), pakistanisch-schwedischer Snookerspieler
- Mirza, Ghulam Ahmad (1835–1908), Begründer der Ahmadiyya Muslim Dschamaat (Glaubensgemeinschaft)Mirza Ghulam Ahmad (1835–1908)

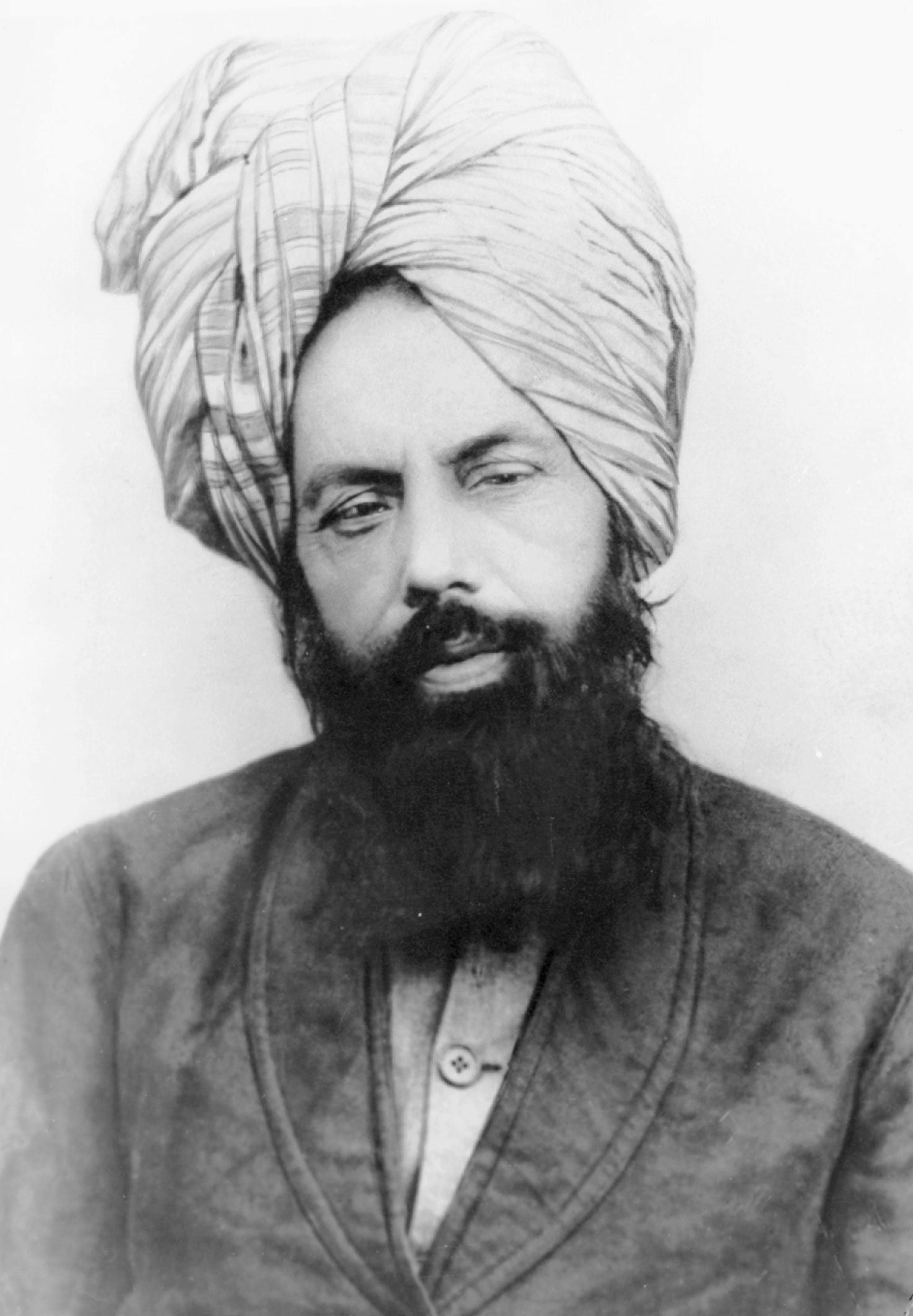
Mirza Ghulam Ahmad (1835–1908)

- Mirza, Iradsch (1874–1926), iranischer Dichter
- Mirza, Iskander (1899–1969), letzte Generalgouverneur des Dominions Pakistan und erster Präsident der Islamischen Republik Pakistan
- Mirza, Munira (* 1978), britische politische Beraterin
- Mirza, Rohit (* 1991), indischer Fußballspieler
- Mirza, Sania (* 1986), indische TennisspielerinSania Mirza (* 1986)

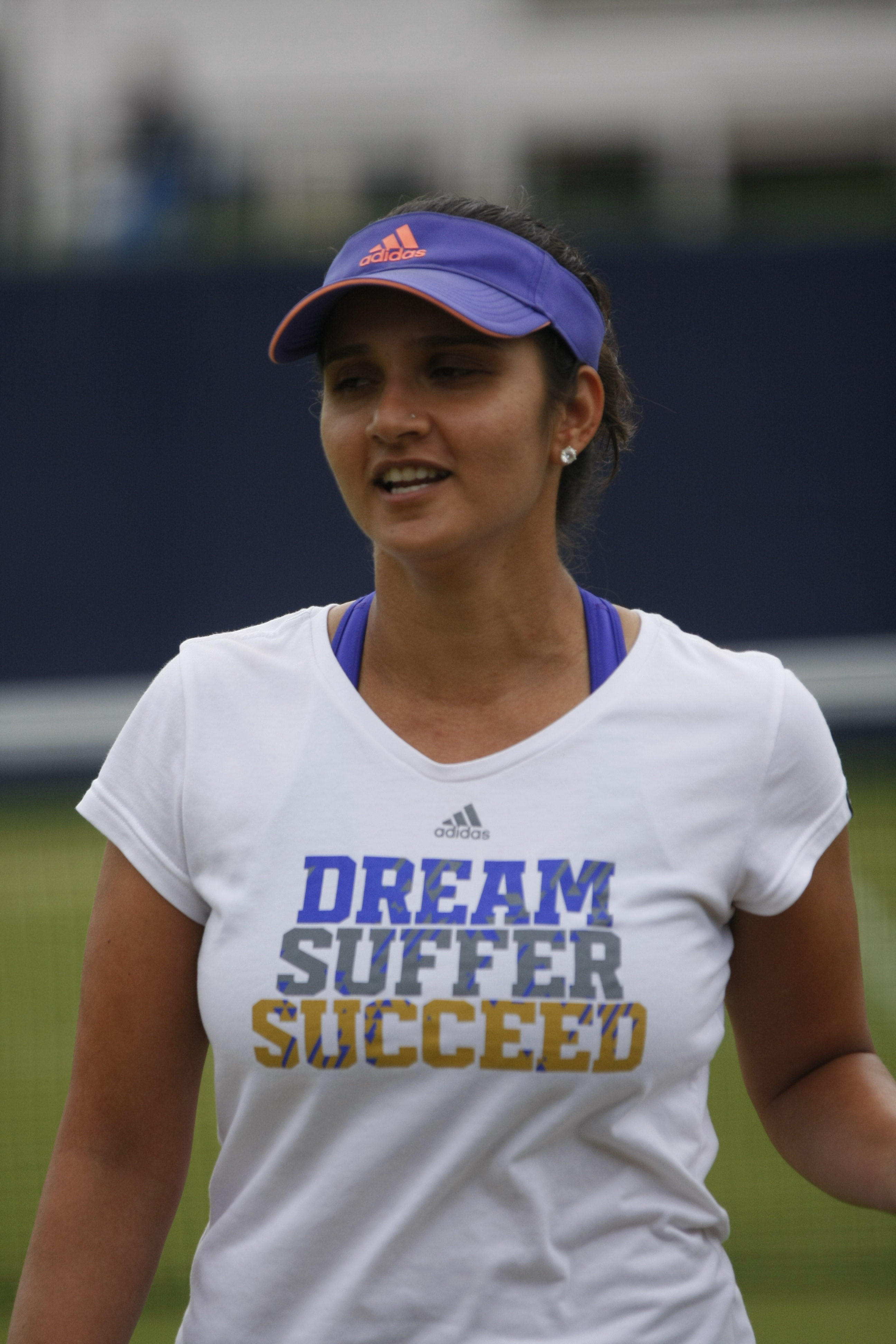
Sania Mirza (* 1986)

- Mirza, Shahzad (1952–2021), pakistanischer Schachspieler
- Mirza, Shazia (* 1972), englische Stand-Up-Comedian
- Mirza, Sultan Ibrahim (1540–1577), safawidischer Fürst
- Mirza, Zulfiqar (* 1954), pakistanischer Politiker und Minister
- Mirzabeyoğlu, Salih (1950–2018), türkischer Revolutionär, Führer der militant-islamistischen Organisation Front der Vorkämpfer für den Islamischen Großen Osten (İBDA-C) und Autor
- Mirzadeh, Vahid (* 1986), US-amerikanischer Tennisspieler
- Mirzaei, Ali (1929–2020), iranischer Gewichtheber
- Mirzaei, Elizabeth, US-amerikanische Filmregisseurin, Filmproduzentin und Kamerafrau
- Mirzaei, Gulistan, afghanischer Dokumentarfilmer
- Mirzaei, Mohammadreza (* 1986), iranischer Fotograf
- Mirzahalilov, Mirazizbek (* 1995), usbekischer Boxer
- Mirzakhani, Maryam (1977–2017), iranische Mathematikerin
- Mirzan, Othman (* 1994), malaysischer Skirennläufer
- Mirzapour, Ebrahim (* 1978), iranischer Fußballtorhüter
- Mirzatabibi, Mahsa (* 1996), iranische Stabhochspringerin
- Mirzəyev, Cəlal (* 1977), aserbaidschanischer Diplomat
- Mirzəyev, Ceyhun (1946–1993), aserbaidschanischer Schauspieler und Filmregisseur
- Mirzəyev, İlqar (1973–2020), Oberst der aserbaidschanischen Streitkräfte
- Mirzayev, Nodirbek (* 1986), usbekischer Billardspieler
- Mirzəyev, Osman (1937–1991), aserbaidschanischer Journalist, Schriftsteller und Publizist
- Mirzayev, Sardor (* 1991), usbekischer Fußballspieler
- Mirzayeva, Yodgoroy (* 1996), usbekische Boxerin
- Mirzayorova, Asila (* 1999), usbekische Paraolympionikin
- Mirzəzadə, Xəyyam (1935–2018), aserbaidschanischer Komponist und Musikpädagoge
- Mirzazadeh, Eyelar (* 1993), niederländische Popsängerin und Songwriterin
- Mirzchulawa, Zotne (1920–2010), sowjetisch-georgischer Wasserbauingenieur und Hochschullehrer
- Mirziyoyev, Shavkat (* 1957), usbekischer Politiker, Premierminister (2003–2016), StaatspräsidentShavkat Mirziyoyev (* 1957)

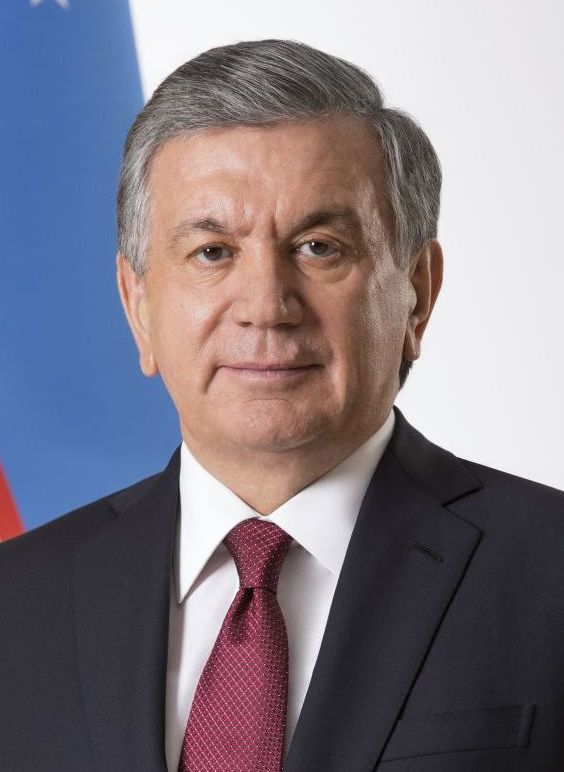
Shavkat Mirziyoyev (* 1957)

- Mirziyoyeva, Saida (* 1984), usbekische Politikerin
- Mirzoeff, Nicholas (* 1962), britisch-amerikanischer Kunstwissenschaftler